# Championnat du monde masculin de handball 2019
Navigation
France 2017 Égypte 2021

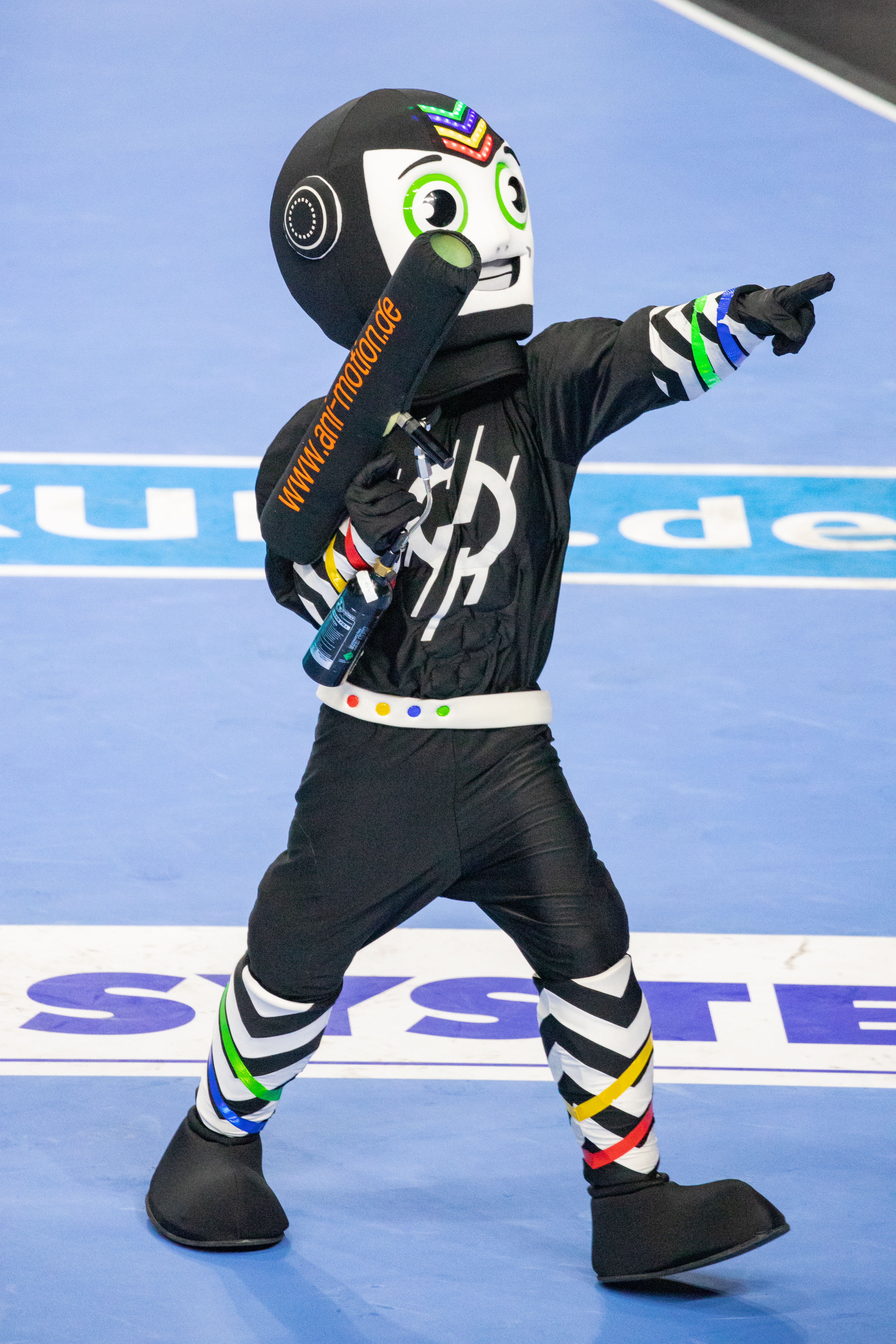
Stan, la mascotte officiel du mondial.

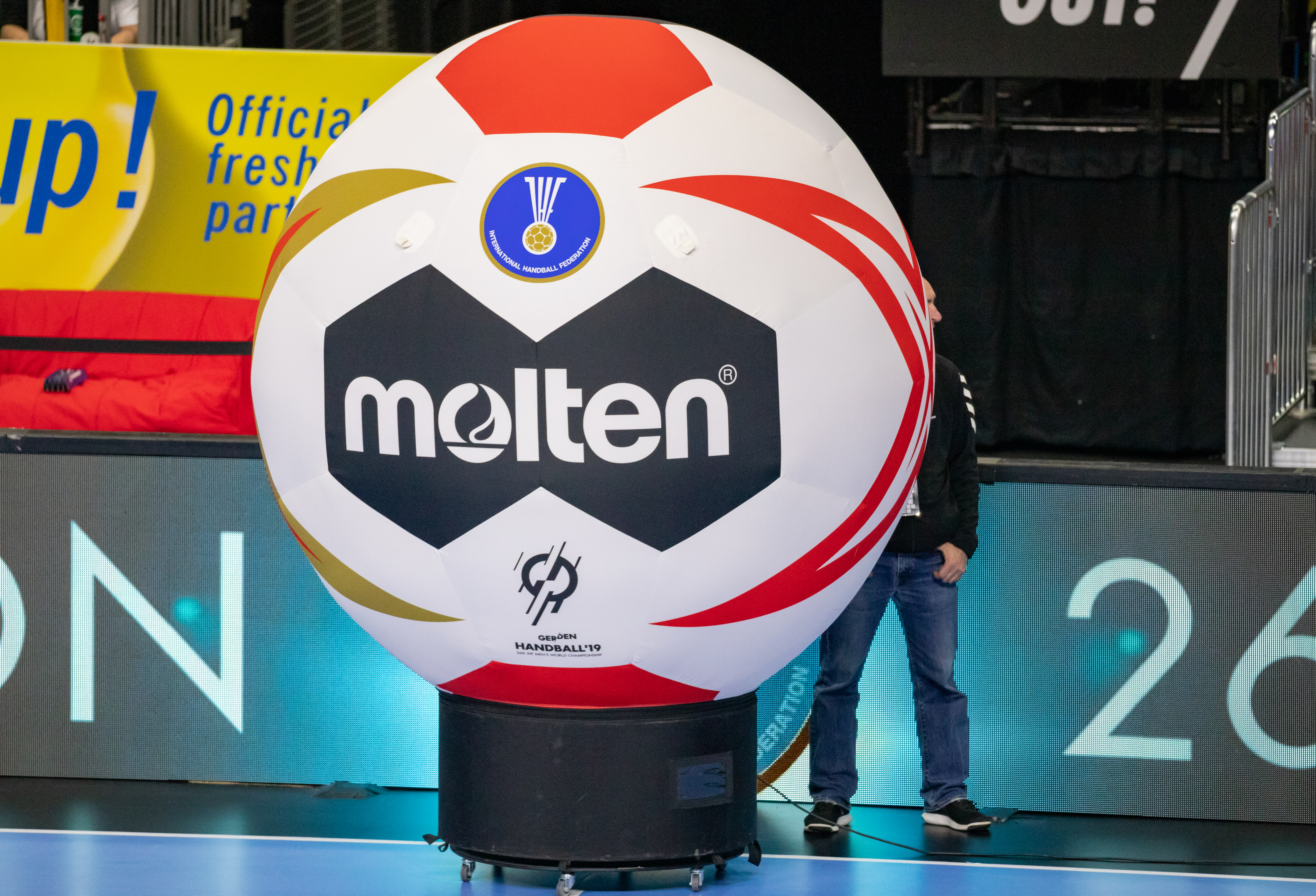
Le ballon officiel du mondial.

Le Championnat du monde masculin de handball 2019 est la 26e édition du Championnat du monde de handball qui a lieu du 10 au 27 janvier 2019. C'est une compétition organisée par la Fédération internationale de handball (IHF), elle réunit les meilleures sélections nationales.
Pour la première fois, la compétition est organisée par deux pays, le Danemark (deuxième fois) et l'Allemagne (sixième fois). L'autre nouveauté pour ce tournoi est que, comme pour le tournoi féminin de hockey sur glace aux Jeux olympiques d'hiver de 2018, une équipe unifiée de Corée est amenée à participer à ce championnat du monde,. Elle remplace la Corée du Sud qui avait obtenu sa qualification lors du Championnat d'Asie 2018. Pour faciliter l’intégration des joueurs nord-coréens, l'équipe sera composée de 20 joueurs au lieu de 16. À noter également qu'elle disputera le match d'ouverture face à l'Allemagne.
L'équipe de France, vainqueur de l'édition précédente et de quatre des cinq dernières compétitions, remet son titre en jeu. Après trois défaites en finale (1967, 2011, 2013), le Danemark remporte son premier titre dans la compétition et devient la dixième équipe championne du monde. À domicile, les Danois, emmenés par un excellent Mikkel Hansen (meilleur joueur et meilleur buteur), se sont nettement imposés en finale 31 à 22 face à la Norvège. La France, également sèchement battue par le Danemark 38 à 30 en demi-finale, remporte la médaille de bronze aux dépens de l'autre co-organisateur, l'Allemagne. Pour la première fois depuis 2008, les Français ne possèdent donc plus aucun titre.

## Présentation

### Désignation du pays organisateur
Le Danemark et l'Allemagne ont présenté une candidature commune et ont été choisis le 28 octobre 2013 au détriment de la Pologne et d'une entente entre Hongrie et Slovaquie.

### Lieux de compétition
Six sites sont retenus pour accueillir la compétition.
| Copenhague                         | Herning                             | Berlin                                | Danemark |
| ---------------------------------- | ----------------------------------- | ------------------------------------- | --- |
| Royal Arena (en) Capacité : 14 500 | Jyske Bank Boxen Capacité : 15 000  | Mercedes-Benz Arena Capacité : 13 000 | [[Fichier:Denmark location map.svg\|240px\|{{#if:\|{{{alt}}}\|Championnat du monde masculin de handball 2019 est dans la page Danemark .]]Herning Copenhague               |
|                                    |                                     |                                       | [[Fichier:Denmark location map.svg\|240px\|{{#if:\|{{{alt}}}\|Championnat du monde masculin de handball 2019 est dans la page Danemark .]]Herning Copenhague               |
| Cologne                            | Hambourg                            | Munich                                | Allemagne |
| Lanxess Arena Capacité : 19 500    | Barclaycard Arena Capacité : 13 000 | Olympiahalle Capacité : 12 463        | [[Fichier:Germany2 location map.svg\|240px\|{{#if:\|{{{alt}}}\|Championnat du monde masculin de handball 2019 est dans la page Allemagne .]]Hambourg Berlin Munich Cologne |
|                                    |                                     |                                       | [[Fichier:Germany2 location map.svg\|240px\|{{#if:\|{{{alt}}}\|Championnat du monde masculin de handball 2019 est dans la page Allemagne .]]Hambourg Berlin Munich Cologne |

### Qualifications
Outre les deux pays organisateurs, le Danemark et l'Allemagne, ainsi que le tenant du titre, la France, les 21 autres participants sont désignés en 2018 au moyen des compétitions continentales ou, en Europe, de tournois de qualification (en) :
| Continent         | Nombre | Moyen de qualification        | Date            | Nations qualifiées                                                             |
| ----------------- | ------ | ----------------------------- | --------------- | ------------------------------------------------------------------------------ |
| —                 | 2      | Organisateurs                 | 28 octobre 2013 | Danemark et Allemagne                                                          |
| —                 | 1      | Tenant du titre               | 29 janvier 2017 | France                                                                         |
| Asie (AHF)        | 4      | Championnat d'Asie 2018       | 28 janvier 2018 | Qatar, Bahreïn, Corée du Sud et Arabie saoudite                                |
| —                 | 1      | Invitation (Wild card)        | 9 mai 2018      | Japon                                                                          |
| —                 | 1      | Invitation (Wild Card),       | 2 octobre 2018  | Corée unifiée                                                                  |
| Afrique (CAHB)    | 3      | Championnat d'Afrique 2018    | 28 janvier 2018 | Tunisie, Égypte et Angola                                                      |
| Europe (EHF)      | 1      | Championnat d'Europe 2018     | 28 janvier 2018 | Espagne                                                                        |
| Europe (EHF)      | 9      | Tournois qualificatifs (en)   | 14 juin 2018    | Autriche, Croatie, Hongrie, Islande, Norvège, Macédoine, Russie, Serbie, Suède |
| Amériques (PATHF) | 3      | Championnat panaméricain 2018 | 24 juin 2018    | Brésil, Argentine et Chili                                                     |

Résultats des Tournois qualificatifs européens (en)

Les matchs ont lieu du 8 au 14 juin 2018.
| Nation       | Aller   | Total   | Retour  | Nation     |
| ------------ | ------- | ------- | ------- | ---------- |
| Serbie       | 28 – 21 | 53 – 46 | 25 – 25 | Portugal   |
| Lituanie     | 27 – 27 | 58 – 61 | 31 – 34 | Islande    |
| Rép. tchèque | 27 – 26 | 48 – 55 | 21 – 29 | Russie     |
| Slovénie     | 24 – 29 | 50 – 51 | 26 – 22 | Hongrie    |
| Biélorussie  | 28 – 28 | 54 – 59 | 26 – 31 | Autriche   |
| Macédoine    | 32 – 24 | 57 – 50 | 25 – 26 | Roumanie   |
| Pays-Bas     | 25 – 24 | 45 – 50 | 20 – 26 | Suède      |
| Norvège      | 32 – 26 | 62 – 59 | 30 – 33 | Suisse     |
| Croatie      | 32 – 19 | 63 – 51 | 31 – 32 | Monténégro |

Parmi les équipes non qualifiées, on peut noter l'absence de :
- la République tchèque, 6e du Championnat d'Europe 2018
- la Slovénie, médaille de bronze du Championnat du monde 2017
- la Biélorussie, qui a participé aux 3 derniers Championnats du monde et aux 3 derniers Championnats d'Europe.

### Modalités
La compétition retrouve le format utilisé jusqu'en 2011 : les 24 équipes qualifiées sont réparties en 4 groupes de 6 équipes à Berlin, Munich, Herning et Copenhague.
Les trois meilleures équipes de chaque groupe sont qualifiées pour le tour principal qui se joue en deux groupes dans les villes de Cologne et Herning. Les équipes classes de la 4e à la 6e place sont reversées dans la Coupe du Président jouée sur 2 jours dans les villes de Cologne et de Copenhague.
Les deux meilleures équipes de chaque groupe du tour principal se qualifient pour les demi-finales qui se jouent à Hambourg. La finale et le match pour la 3e place se jouent à Herning.
Le vainqueur est directement qualifié pour les Jeux olympiques de 2020. Les équipes classées de la 2e à la 7e place obtiennent le droit de participer à des tournois de qualifications olympiques (TQO).
Lors des phases de groupes, les critères suivants sont utilisés pour départager les équipes:
1. Nombre de points obtenus entre les équipes en question
2. Différence de buts dans les matchs entre les équipes en question
3. Nombre de buts marqués dans les matchs entre les équipes en question
4. Différence de buts dans l'ensemble des matchs du groupe
5. Nombre de buts marqués dans l'ensemble des matchs du groupe
6. Tirage au sort.

## Acteurs du championnat du monde

### Équipes qualifiées
Ce tableau liste les équipes qualifiées ainsi que leur participation aux différentes éditions du Championnat du monde de 1938 à 2017.
| Nation                     | Apparitions précédentes | Apparitions précédentes | Apparitions précédentes |
| Nation                     | Nb                      | Titres                  | Participations |
| -------------------------- | ----------------------- | ----------------------- | --- |
| Allemagne                  | 23                      | 3                       | 1938, 1954, 1958, 1961, 1964, 1967, 1970, 1974, 1978, 1982, 1986, 1993, 1995, 1999, 2001, 2003, 2005, 2007, 2009, 2011, 2013, 2015, 2017 |
| Angola                     | 3                       | 0                       | 2005, 2007, 2017, |
| Argentine                  | 11                      | 0                       | 1997, 1999, 2001, 2003, 2005, 2007, 2009, 2011, 2013, 2015, 2017                                                                         |
| Autriche                   | 5                       | 0                       | 1938, 1958, 1993, 2011, 2015 |
| Arabie saoudite            | 8                       | 0                       | 1997, 1999, 2001, 2003, 2009, 2013, 2015, 2017                                                                                           |
| Bahreïn                    | 2                       | 0                       | 2011, 2017 |
| Brésil                     | 13                      | 0                       | 1958, 1995, 1997, 1999, 2001, 2003, 2005, 2007, 2009, 2011, 2013, 2015, 2017                                                             |
| Chili                      | 4                       | 0                       | 2011, 2013, 2015, 2017 |
| Corée du Sud Corée unifiée | 11                      | 0                       | 1986, 1990, 1993, 1995, 1997, 1999, 2001, 2007, 2009, 2011, 2013                                                                         |
| Croatie                    | 12                      | 1                       | 1995, 1997, 1999, 2001, 2003, 2005, 2007, 2009, 2011, 2013, 2015, 2017                                                                   |
| Danemark                   | 22                      | 0                       | 1938, 1954, 1958, 1961, 1964, 1967, 1970, 1974, 1978, 1982, 1986, 1993, 1995, 1999, 2003, 2005, 2007, 2009, 2011, 2013, 2015, 2017       |
| Égypte                     | 14                      | 0                       | 1964, 1993, 1995, 1997, 1999, 2001, 2003, 2005, 2007, 2009, 2011, 2013, 2015, 2017                                                       |
| Espagne                    | 19                      | 2                       | 1958, 1974, 1978, 1982, 1986, 1990, 1993, 1995, 1997, 1999, 2001, 2003, 2005, 2007, 2009, 2011, 2013, 2015, 2017                         |
| France                     | 21                      | 6                       | 1954, 1958,1961, 1964, 1967, 1970, 1978, 1990, 1993, 1995, 1997, 1999, 2001, 2003, 2005, 2007, 2009, 2011, 2013, 2015, 2017              |
| Hongrie                    | 19                      | 0                       | 1958, 1964, 1967, 1970, 1974, 1978, 1982, 1986, 1990, 1993, 1995, 1997, 1999, 2003, 2007, 2009, 2011, 2013, 2017                         |
| Islande                    | 19                      | 0                       | 1958, 1961, 1964, 1970, 1974, 1978, 1986, 1990, 1993, 1995, 1997, 2001, 2003, 2005, 2007, 2011, 2013, 2015, 2017                         |
| Japon                      | 13                      | 0                       | 1961, 1964, 1967, 1970, 1974, 1978, 1982, 1990, 1995, 1997, 2005, 2011, 2017                                                             |
| Macédoine du Nord          | 5                       | 0                       | 1999, 2009, 2013, 2015, 2017 |
| Norvège                    | 14                      | 0                       | 1958, 1961, 1964, 1967, 1970, 1993, 1997, 1999, 2001, 2005, 2007, 2009, 2011, 2017,                                                      |
| Qatar                      | 6                       | 0                       | 2003, 2005, 2007, 2013, 2015, 2017 |
| Russie                     | 12                      | 2                       | 1993, 1995, 1997, 1999, 2001, 2003, 2005, 2007, 2009, 2013, 2015, 2017                                                                   |
| Serbie                     | 8                       | 0                       | 1997, 1999, 2001, 2003, 2005, 2009, 2011, 2013                                                                                           |
| Suède                      | 23                      | 4                       | 1938, 1954, 1958, 1961, 1964, 1967, 1970, 1974, 1978, 1982, 1986, 1990, 1993, 1995, 1997, 1999, 2001, 2003, 2005, 2009, 2011, 2015, 2017 |
| Tunisie                    | 13                      | 0                       | 1967, 1995, 1997, 1999, 2001, 2003, 2005, 2007, 2009, 2011, 2013, 2015, 2017                                                             |

Remarque
- en gras et en italique sont indiqués respectivement le champion et le pays hôte de l'édition concernée.
- parmi les équipes non qualifiées, on peut noter l'absence de la Slovénie, médaillée de bronze en 2017, la Pologne et la Biélorussie, régulièrement qualifiées lors des précédents championnats du monde et d'Europe, ou encore la République tchèque, 6e du Championnat d'Europe 2018.

### Arbitres
La liste des juge-arbitres a été dévoilée par l'IHF le 25 octobre 2018 :
- Robert Schulze et Tobias Tönnies
- Julian Grillo et Sebastián Lenci
- Matija Gubica et Boris Milošević
- Martin Gjeding et Mads Hansen
- Óscar López et Ángel Ramírez
- Karim Gasmi et Raouf Gasmi
- Majid Kolahdouzan et Alireza Mousavian
- Gjorgji Nachevski et Slave Nikolov
- Ivan Pavićević et Miloš Ražnatović
- Håvard Kleven et Lars Jørum
- Duarte Santos et Ricardo Fonseca
- Bojan Lah et David Sok
- Mirza Kurtagic et Mattias Wetterwik
- Arthur Brunner et Morad Salah
- Václav Horáček et Jiří Novotný
- Ismail Boualloucha et Ramzi Khenissi

## Tour préliminaire
Le tirage au sort de la composition des groupes a eu lieu le 25 juin 2018.
Légende
- (H) : Équipe évoluant à domicile
- (T) : Tenant du titre
- Équipe qualifiée pour le tour principal
- Équipe éliminée et reversée dans la Coupe du Président

### Groupe A
Les matchs du groupe A se jouent dans la Mercedes-Benz Arena à Berlin.
|   | Équipe        | Pts | J | G | N | P | Bp  | Bc  | Diff |
| - | ------------- | --- | - | - | - | - | --- | --- | ---- |
| 1 | France (T)    | 9   | 5 | 4 | 1 | 0 | 138 | 113 | 25   |
| 2 | Allemagne (H) | 8   | 5 | 3 | 2 | 0 | 142 | 110 | 32   |
| 3 | Brésil        | 6   | 5 | 3 | 0 | 2 | 127 | 129 | -2   |
| 4 | Russie        | 4   | 5 | 1 | 2 | 2 | 131 | 127 | 4    |
| 5 | Serbie        | 3   | 5 | 1 | 1 | 3 | 127 | 146 | -19  |
| 6 | Corée unifiée | 0   | 5 | 0 | 0 | 5 | 124 | 164 | -40  |

| 10 janvier 2019 18h15 | Allemagne    | 30 - 19   | Corée unifiée   | Mercedes-Benz Arena, Berlin Affluence : 13 500 Arbitrage : Gjeding, Hansen |
| 10 janvier 2019 18h15 | Gensheimer 7 | (17 - 10) | Kang T., Jang 4 | Mercedes-Benz Arena, Berlin Affluence : 13 500 Arbitrage : Gjeding, Hansen |
| 10 janvier 2019 18h15 | ×1 ×6        | Rapport   | ×5 ×1           | Mercedes-Benz Arena, Berlin Affluence : 13 500 Arbitrage : Gjeding, Hansen |

| 11 janvier 2019 18h00 | Serbie | 30 - 30   | Russie     | Mercedes-Benz Arena, Berlin Affluence : 10 468 Arbitrage : Kleven, Jørum |
| 11 janvier 2019 18h00 | Ilić 6 | (16 - 16) | Dibirov 12 | Mercedes-Benz Arena, Berlin Affluence : 10 468 Arbitrage : Kleven, Jørum |
| 11 janvier 2019 18h00 | ×2 ×5  | Rapport   | ×1 ×4      | Mercedes-Benz Arena, Berlin Affluence : 10 468 Arbitrage : Kleven, Jørum |

| 11 janvier 2019 20h30 | Brésil   | 22 - 24   | France        | Mercedes-Benz Arena, Berlin Affluence : 10 529 Arbitrage : Kurtagic, Wetterwik |
| 11 janvier 2019 20h30 | Toledo 8 | (13 - 16) | Guigou, Mem 6 | Mercedes-Benz Arena, Berlin Affluence : 10 529 Arbitrage : Kurtagic, Wetterwik |
| 11 janvier 2019 20h30 | ×2 ×5    | Rapport   | ×2 ×4         | Mercedes-Benz Arena, Berlin Affluence : 10 529 Arbitrage : Kurtagic, Wetterwik |

| 12 janvier 2019 15h30 | Russie       | 34 - 27   | Corée unifiée   | Mercedes-Benz Arena, Berlin Affluence : 10 039 Arbitrage : Pavićević, Ražnatović |
| 12 janvier 2019 15h30 | Chichkarev 7 | (20 - 13) | Kang J., Park 4 | Mercedes-Benz Arena, Berlin Affluence : 10 039 Arbitrage : Pavićević, Ražnatović |
| 12 janvier 2019 15h30 | ×2 ×8 ×1     | Rapport   | ×1 ×2           | Mercedes-Benz Arena, Berlin Affluence : 10 039 Arbitrage : Pavićević, Ražnatović |

| 12 janvier 2019 18h15 | Allemagne     | 34 - 21  | Brésil   | Mercedes-Benz Arena, Berlin Affluence : 13 500 Arbitrage : Kleven, Jørum |
| 12 janvier 2019 18h15 | Gensheimer 10 | (15 - 8) | Toledo 5 | Mercedes-Benz Arena, Berlin Affluence : 13 500 Arbitrage : Kleven, Jørum |
| 12 janvier 2019 18h15 | ×2 ×4         | Rapport  | ×2 ×6 ×1 | Mercedes-Benz Arena, Berlin Affluence : 13 500 Arbitrage : Kleven, Jørum |

| 12 janvier 2019 20h30 | France             | 32 - 21   | Serbie        | Mercedes-Benz Arena, Berlin Affluence : 13 500 Arbitrage : Gjeding, Hansen |
| 12 janvier 2019 20h30 | Fabregas, Remili 5 | (15 - 12) | Radivojević 6 | Mercedes-Benz Arena, Berlin Affluence : 13 500 Arbitrage : Gjeding, Hansen |
| 12 janvier 2019 20h30 | ×2                 | Rapport   | ×2 ×4         | Mercedes-Benz Arena, Berlin Affluence : 13 500 Arbitrage : Gjeding, Hansen |

| 14 janvier 2019 15h30 | Serbie                  | 22 - 24   | Brésil   | Mercedes-Benz Arena, Berlin Affluence : 10 211 Arbitrage : Gjeding, Hansen |
| 14 janvier 2019 15h30 | Marsević, Radivojević 5 | (11 - 14) | Toledo 5 | Mercedes-Benz Arena, Berlin Affluence : 10 211 Arbitrage : Gjeding, Hansen |
| 14 janvier 2019 15h30 | ×3 ×6 ×1                | Rapport   | ×2 ×3    | Mercedes-Benz Arena, Berlin Affluence : 10 211 Arbitrage : Gjeding, Hansen |

| 14 janvier 2019 18h00 | Russie    | 22 - 22   | Allemagne    | Mercedes-Benz Arena, Berlin Affluence : 13 500 Arbitrage : Kurtagic, Wetterwik |
| 14 janvier 2019 18h00 | Dibirov 8 | (10 - 12) | Gensheimer 8 | Mercedes-Benz Arena, Berlin Affluence : 13 500 Arbitrage : Kurtagic, Wetterwik |
| 14 janvier 2019 18h00 | ×3 ×5     | Rapport   | ×3           | Mercedes-Benz Arena, Berlin Affluence : 13 500 Arbitrage : Kurtagic, Wetterwik |

| 14 janvier 2019 20h30 | France   | 34 - 23   | Corée unifiée | Mercedes-Benz Arena, Berlin Affluence : 10 331 Arbitrage : Pavićević, Ražnatović |
| 14 janvier 2019 20h30 | Remili 7 | (17 - 16) | Kang T. 7     | Mercedes-Benz Arena, Berlin Affluence : 10 331 Arbitrage : Pavićević, Ražnatović |
| 14 janvier 2019 20h30 | ×3 ×6    | Rapport   | ×2 ×3         | Mercedes-Benz Arena, Berlin Affluence : 10 331 Arbitrage : Pavićević, Ražnatović |

| 15 janvier 2019 15h30 | Russie               | 23 - 25   | Brésil   | Mercedes-Benz Arena, Berlin Affluence : 9 011 Arbitrage : Pavićević, Ražnatović |
| 15 janvier 2019 15h30 | Dibirov, Zhitnikov 6 | (10 - 15) | Borges 7 | Mercedes-Benz Arena, Berlin Affluence : 9 011 Arbitrage : Pavićević, Ražnatović |
| 15 janvier 2019 15h30 | ×1 ×6 ×1             | Rapport   | ×2 ×5    | Mercedes-Benz Arena, Berlin Affluence : 9 011 Arbitrage : Pavićević, Ražnatović |

| 15 janvier 2019 18h00 | Corée unifiée | 29 - 31   | Serbie     | Mercedes-Benz Arena, Berlin Affluence : 11 953 Arbitrage : Kurtagic, Wetterwik |
| 15 janvier 2019 18h00 | Kang J. 12    | (16 - 14) | Vorkapić 7 | Mercedes-Benz Arena, Berlin Affluence : 11 953 Arbitrage : Kurtagic, Wetterwik |
| 15 janvier 2019 18h00 | ×1 ×3         | Rapport   | ×2 ×5 ×1   | Mercedes-Benz Arena, Berlin Affluence : 11 953 Arbitrage : Kurtagic, Wetterwik |

| 15 janvier 2019 20h30 | Allemagne       | 25 - 25   | France | Mercedes-Benz Arena, Berlin Affluence : 13 500 Arbitrage : Gjeding, Hansen |
| 15 janvier 2019 20h30 | Trois joueurs 4 | (12 - 10) | Mahé 9 | Mercedes-Benz Arena, Berlin Affluence : 13 500 Arbitrage : Gjeding, Hansen |
| 15 janvier 2019 20h30 | ×2 ×5           | Rapport   | ×6     | Mercedes-Benz Arena, Berlin Affluence : 13 500 Arbitrage : Gjeding, Hansen |

| 17 janvier 2019 15h30 | Brésil   | 35 - 26   | Corée unifiée | Mercedes-Benz Arena, Berlin Affluence : 8 933 Arbitrage : Jørum, Kleven |
| 17 janvier 2019 15h30 | Borges 6 | (18 - 10) | Kang J.       | Mercedes-Benz Arena, Berlin Affluence : 8 933 Arbitrage : Jørum, Kleven |
| 17 janvier 2019 15h30 | ×2 ×5    | Rapport   | ×1 ×2         | Mercedes-Benz Arena, Berlin Affluence : 8 933 Arbitrage : Jørum, Kleven |

| 17 janvier 2019 18h00 | Allemagne | 31 - 23   | Serbie | Mercedes-Benz Arena, Berlin Affluence : 13 500 Arbitrage : Pavićević, Ražnatović |
| 17 janvier 2019 18h00 | Musche 5  | (16 - 12) | Ilić 6 | Mercedes-Benz Arena, Berlin Affluence : 13 500 Arbitrage : Pavićević, Ražnatović |
| 17 janvier 2019 18h00 | ×1 ×3     | Rapport   | ×3 ×7  | Mercedes-Benz Arena, Berlin Affluence : 13 500 Arbitrage : Pavićević, Ražnatović |

| 17 janvier 2019 20h30 | France            | 23 - 22   | Russie        | Mercedes-Benz Arena, Berlin Affluence : 11 287 Arbitrage : Horáček, Novotný |
| 17 janvier 2019 20h30 | Mem, Richardson 4 | (12 - 12) | Shkurinskiy 4 | Mercedes-Benz Arena, Berlin Affluence : 11 287 Arbitrage : Horáček, Novotný |
| 17 janvier 2019 20h30 | ×2                | Rapport   | ×1 ×4         | Mercedes-Benz Arena, Berlin Affluence : 11 287 Arbitrage : Horáček, Novotný |

### Groupe B
Les matchs du groupe B se jouent dans la Olympiahalle à Munich.
|   | Équipe    | Pts | J | G | N | P | Bp  | Bc  | Diff |
| - | --------- | --- | - | - | - | - | --- | --- | ---- |
| 1 | Croatie   | 10  | 5 | 5 | 0 | 0 | 152 | 115 | 37   |
| 2 | Espagne   | 8   | 5 | 4 | 0 | 1 | 142 | 114 | 28   |
| 3 | Islande   | 6   | 5 | 3 | 0 | 2 | 137 | 124 | 13   |
| 4 | Macédoine | 4   | 5 | 2 | 0 | 3 | 131 | 139 | -8   |
| 5 | Bahreïn   | 2   | 5 | 1 | 0 | 4 | 107 | 151 | -44  |
| 6 | Japon     | 0   | 5 | 0 | 0 | 5 | 121 | 147 | -26  |

| 11 janvier 2019 15h00 | Japon      | 29 - 38   | Macédoine | Olympiahalle, Munich Affluence : 7 500 Arbitrage : Horáček, Novotný |
| 11 janvier 2019 15h00 | Watanabe 5 | (13 - 18) | Lazarov 8 | Olympiahalle, Munich Affluence : 7 500 Arbitrage : Horáček, Novotný |
| 11 janvier 2019 15h00 | ×3         | Rapport   | ×1 ×4     | Olympiahalle, Munich Affluence : 7 500 Arbitrage : Horáček, Novotný |

| 11 janvier 2019 18h00 | Islande      | 27 - 31   | Croatie     | Olympiahalle, Munich Affluence : 12 000 Arbitrage : Boualloucha, Khenissi |
| 11 janvier 2019 18h00 | Pálmarsson 7 | (14 - 16) | Stepančić 8 | Olympiahalle, Munich Affluence : 12 000 Arbitrage : Boualloucha, Khenissi |
| 11 janvier 2019 18h00 | ×2 ×5        | Rapport   | ×3 ×2       | Olympiahalle, Munich Affluence : 12 000 Arbitrage : Boualloucha, Khenissi |

| 11 janvier 2019 20h30 | Bahreïn            | 23 - 33   | Espagne | Olympiahalle, Munich Affluence : 9 800 Arbitrage : Grillo, Lenci |
| 11 janvier 2019 20h30 | Al-Sayyad, Habib 7 | (11 - 16) | Solé 7  | Olympiahalle, Munich Affluence : 9 800 Arbitrage : Grillo, Lenci |
| 11 janvier 2019 20h30 | ×2 ×6              | Rapport   | ×2 ×4   | Olympiahalle, Munich Affluence : 9 800 Arbitrage : Grillo, Lenci |

| 13 janvier 2019 14h00 | Macédoine | 28 - 23  | Bahreïn     | Olympiahalle, Munich Affluence : 8 500 Arbitrage : Boualloucha, Khenissi |
| 13 janvier 2019 14h00 | Lazarov 8 | (12 - 8) | Al-Sayyad 6 | Olympiahalle, Munich Affluence : 8 500 Arbitrage : Boualloucha, Khenissi |
| 13 janvier 2019 14h00 | ×1 ×3     | Rapport  | ×1 ×3       | Olympiahalle, Munich Affluence : 8 500 Arbitrage : Boualloucha, Khenissi |

| 13 janvier 2019 16h30 | Croatie  | 35 - 27   | Japon    | Olympiahalle, Munich Affluence : 12 000 Arbitrage : Brunner, Salah |
| 13 janvier 2019 16h30 | Horvat 8 | (18 - 13) | Tokuda 6 | Olympiahalle, Munich Affluence : 12 000 Arbitrage : Brunner, Salah |
| 13 janvier 2019 16h30 | ×3 ×2    | Rapport   | ×3 ×2    | Olympiahalle, Munich Affluence : 12 000 Arbitrage : Brunner, Salah |

| 13 janvier 2019 19h00 | Espagne | 32 - 25   | Islande       | Olympiahalle, Munich Affluence : 12 000 Arbitrage : Horáček, Novotný |
| 13 janvier 2019 19h00 | Solé 5  | (19 - 14) | Guðmundsson 6 | Olympiahalle, Munich Affluence : 12 000 Arbitrage : Horáček, Novotný |
| 13 janvier 2019 19h00 | ×1 ×3   | Rapport   | ×2 ×6         | Olympiahalle, Munich Affluence : 12 000 Arbitrage : Horáček, Novotný |

| 14 janvier 2019 15h30 | Islande      | 36 - 18   | Bahreïn  | Olympiahalle, Munich Affluence : 6 000 Arbitrage : Brunner, Salah |
| 14 janvier 2019 15h30 | Gunnarsson 8 | (16 - 10) | Merza 5  | Olympiahalle, Munich Affluence : 6 000 Arbitrage : Brunner, Salah |
| 14 janvier 2019 15h30 | ×2 ×4        | Rapport   | ×2 ×5 ×2 | Olympiahalle, Munich Affluence : 6 000 Arbitrage : Brunner, Salah |

| 14 janvier 2019 18h00 | Croatie   | 31 - 22   | Macédoine  | Olympiahalle, Munich Affluence : 9 800 Arbitrage : Horáček, Novotný |
| 14 janvier 2019 18h00 | Duvnjak 6 | (16 - 11) | Manaskov 6 | Olympiahalle, Munich Affluence : 9 800 Arbitrage : Horáček, Novotný |
| 14 janvier 2019 18h00 | ×2 ×3     | Rapport   | ×1 ×3      | Olympiahalle, Munich Affluence : 9 800 Arbitrage : Horáček, Novotný |

| 14 janvier 2019 20h30 | Espagne | 26 - 22   | Japon    | Olympiahalle, Munich Affluence : 7 300 Arbitrage : Grillo, Lenci |
| 14 janvier 2019 20h30 | Solé 8  | (10 - 11) | Tokuda 7 | Olympiahalle, Munich Affluence : 7 300 Arbitrage : Grillo, Lenci |
| 14 janvier 2019 20h30 | ×3      | Rapport   | ×2 ×3    | Olympiahalle, Munich Affluence : 7 300 Arbitrage : Grillo, Lenci |

| 16 janvier 2019 15h30 | Japon    | 21 - 25   | Islande         | Olympiahalle, Munich Affluence : 600 Arbitrage : Boualloucha, Khenissi |
| 16 janvier 2019 15h30 | Agarie 4 | (12 - 13) | Sigurmannsson 5 | Olympiahalle, Munich Affluence : 600 Arbitrage : Boualloucha, Khenissi |
| 16 janvier 2019 15h30 | ×1       | Rapport   | ×2              | Olympiahalle, Munich Affluence : 600 Arbitrage : Boualloucha, Khenissi |

| 16 janvier 2019 18h00 | Croatie   | 32 - 20  | Bahreïn | Olympiahalle, Munich Affluence : 8 600 Arbitrage : Grillo, Lenci |
| 16 janvier 2019 18h00 | Štrlek 11 | (19 - 9) | Jalal 5 | Olympiahalle, Munich Affluence : 8 600 Arbitrage : Grillo, Lenci |
| 16 janvier 2019 18h00 | ×3 ×7     | Rapport  | ×1 ×5   | Olympiahalle, Munich Affluence : 8 600 Arbitrage : Grillo, Lenci |

| 16 janvier 2019 20h30 | Macédoine  | 21 - 32   | Espagne | Olympiahalle, Munich Affluence : 9 600 Arbitrage : Brunner, Salah |
| 16 janvier 2019 20h30 | Peševski 6 | (12 - 13) | Gómez 6 | Olympiahalle, Munich Affluence : 9 600 Arbitrage : Brunner, Salah |
| 16 janvier 2019 20h30 | ×1 ×4      | Rapport   | ×1 ×2   | Olympiahalle, Munich Affluence : 9 600 Arbitrage : Brunner, Salah |

| 17 janvier 2019 15h30 | Bahreïn  | 23 - 22  | Japon    | Olympiahalle, Munich Affluence : 5 200 Arbitrage : Brunner, Salah |
| 17 janvier 2019 15h30 | Basham 6 | (10 - 9) | Motoki 9 | Olympiahalle, Munich Affluence : 5 200 Arbitrage : Brunner, Salah |
| 17 janvier 2019 15h30 | ×4       | Rapport  | ×2 ×4    | Olympiahalle, Munich Affluence : 5 200 Arbitrage : Brunner, Salah |

| 17 janvier 2019 18h00 | Macédoine           | 22 - 24   | Islande       | Olympiahalle, Munich Affluence : 10 100 Arbitrage : Kurtagic, Wetterwik |
| 17 janvier 2019 18h00 | Manaskov, Lazarov 5 | (13 - 11) | Gunnarsson 10 | Olympiahalle, Munich Affluence : 10 100 Arbitrage : Kurtagic, Wetterwik |
| 17 janvier 2019 18h00 | ×3                  | Rapport   | ×2 ×4         | Olympiahalle, Munich Affluence : 10 100 Arbitrage : Kurtagic, Wetterwik |

| 17 janvier 2019 20h30 | Espagne | 19 - 23   | Croatie  | Olympiahalle, Munich Affluence : 12 000 Arbitrage : Gjeding, Hansen |
| 17 janvier 2019 20h30 | Solé 5  | (10 - 13) | Horvat 8 | Olympiahalle, Munich Affluence : 12 000 Arbitrage : Gjeding, Hansen |
| 17 janvier 2019 20h30 | ×1      | Rapport   | ×3 ×2    | Olympiahalle, Munich Affluence : 12 000 Arbitrage : Gjeding, Hansen |

### Groupe C
Les matchs du groupe C se jouent dans la Jyske Bank Boxen à Herning, à l'exception du premier match du Danemark disputé à Royal Arena (en) à Copenhague.
|   | Équipe          | Pts | J | G | N | P | Bp  | Bc  | Diff |
| - | --------------- | --- | - | - | - | - | --- | --- | ---- |
| 1 | Danemark (H)    | 10  | 5 | 5 | 0 | 0 | 167 | 103 | 64   |
| 2 | Norvège         | 8   | 5 | 4 | 0 | 1 | 175 | 119 | 56   |
| 3 | Tunisie         | 6   | 5 | 3 | 0 | 2 | 138 | 147 | -9   |
| 4 | Chili           | 4   | 5 | 2 | 0 | 3 | 130 | 167 | -37  |
| 5 | Autriche        | 2   | 5 | 1 | 0 | 4 | 121 | 148 | -27  |
| 6 | Arabie saoudite | 0   | 5 | 0 | 0 | 5 | 112 | 159 | -47  |

| 10 janvier 2019 20h15 | Chili     | 16 - 39  | Danemark    | Royal Arena, Copenhague Affluence : 12 500 Arbitrage : Santos, Fonseca |
| 10 janvier 2019 20h15 | Salinas 4 | (4 - 22) | Mortensen 8 | Royal Arena, Copenhague Affluence : 12 500 Arbitrage : Santos, Fonseca |
| 10 janvier 2019 20h15 | ×5        | Rapport  | ×2 ×5       | Royal Arena, Copenhague Affluence : 12 500 Arbitrage : Santos, Fonseca |

| 11 janvier 2019 18h00 | Arabie saoudite | 22 - 29  | Autriche | Jyske Bank Boxen, Herning Affluence : 6 500 Arbitrage : Schulze, Tönnies |
| 11 janvier 2019 18h00 | Mah. al-Salem 7 | (9 - 15) | Bilyk 7  | Jyske Bank Boxen, Herning Affluence : 6 500 Arbitrage : Schulze, Tönnies |
| 11 janvier 2019 18h00 | ×2 ×6 ×1        | Rapport  | ×2 ×5    | Jyske Bank Boxen, Herning Affluence : 6 500 Arbitrage : Schulze, Tönnies |

| 11 janvier 2019 20h30 | Tunisie    | 24 - 34   | Norvège  | Jyske Bank Boxen, Herning Affluence : 6 500 Arbitrage : Gubica, Milošević |
| 11 janvier 2019 20h30 | Jaballah 5 | (13 - 18) | Jøndal 9 | Jyske Bank Boxen, Herning Affluence : 6 500 Arbitrage : Gubica, Milošević |
| 11 janvier 2019 20h30 | ×2 ×5      | Rapport   | ×1 ×5    | Jyske Bank Boxen, Herning Affluence : 6 500 Arbitrage : Gubica, Milošević |

| 12 janvier 2019 15h00 | Autriche | 24 - 32   | Chili            | Jyske Bank Boxen, Herning Affluence : 5 900 Arbitrage : Gasmi, Gasmi |
| 12 janvier 2019 15h00 | Weber 6  | (15 - 14) | Er. Feuchtmann 9 | Jyske Bank Boxen, Herning Affluence : 5 900 Arbitrage : Gasmi, Gasmi |
| 12 janvier 2019 15h00 | ×2 ×6    | Rapport   | ×1 ×5            | Jyske Bank Boxen, Herning Affluence : 5 900 Arbitrage : Gasmi, Gasmi |

| 12 janvier 2019 17h30 | Norvège | 40 - 21   | Arabie saoudite | Jyske Bank Boxen, Herning Affluence : 12 002 Arbitrage : Schulze, Tönnies |
| 12 janvier 2019 17h30 | Rød 9   | (20 - 10) | Mah. al-Salem 7 | Jyske Bank Boxen, Herning Affluence : 12 002 Arbitrage : Schulze, Tönnies |
| 12 janvier 2019 17h30 | ×3      | Rapport   | ×1 ×2           | Jyske Bank Boxen, Herning Affluence : 12 002 Arbitrage : Schulze, Tönnies |

| 12 janvier 2019 20h15 | Danemark        | 36 - 22   | Tunisie    | Jyske Bank Boxen, Herning Affluence : 15 000 Arbitrage : Lah, Sok |
| 12 janvier 2019 20h15 | Hansen, Lauge 7 | (19 - 10) | Chouiref 5 | Jyske Bank Boxen, Herning Affluence : 15 000 Arbitrage : Lah, Sok |
| 12 janvier 2019 20h15 | ×3 ×7           | Rapport   | ×2         | Jyske Bank Boxen, Herning Affluence : 15 000 Arbitrage : Lah, Sok |

| 14 janvier 2019 15h00 | Tunisie    | 36 - 30   | Chili                     | Jyske Bank Boxen, Herning Affluence : 3 274 Arbitrage : Gubica, Milošević |
| 14 janvier 2019 15h00 | Chouiref 7 | (18 - 15) | Er. Feuchtmann, Salinas 8 | Jyske Bank Boxen, Herning Affluence : 3 274 Arbitrage : Gubica, Milošević |
| 14 janvier 2019 15h00 | ×3 ×4      | Rapport   | ×1 ×5                     | Jyske Bank Boxen, Herning Affluence : 3 274 Arbitrage : Gubica, Milošević |

| 14 janvier 2019 17h30 | Norvège   | 34 - 24   | Autriche  | Jyske Bank Boxen, Herning Affluence : 8 716 Arbitrage : Lah, Sok |
| 14 janvier 2019 17h30 | Sagosen 8 | (16 - 13) | Božović 7 | Jyske Bank Boxen, Herning Affluence : 8 716 Arbitrage : Lah, Sok |
| 14 janvier 2019 17h30 | ×2 ×1     | Rapport   | ×2 ×5     | Jyske Bank Boxen, Herning Affluence : 8 716 Arbitrage : Lah, Sok |

| 14 janvier 2019 20h15 | Danemark   | 34 - 22   | Arabie saoudite | Jyske Bank Boxen, Herning Affluence : 12 157 Arbitrage : Gasmi, Gasmi |
| 14 janvier 2019 20h15 | Jacobsen 7 | (17 - 11) | Moj. al-Salem 4 | Jyske Bank Boxen, Herning Affluence : 12 157 Arbitrage : Gasmi, Gasmi |
| 14 janvier 2019 20h15 | ×1 ×5      | Rapport   | ×1 ×7 ×1        | Jyske Bank Boxen, Herning Affluence : 12 157 Arbitrage : Gasmi, Gasmi |

| 15 janvier 2019 16h15 | Arabie saoudite | 20 - 24  | Tunisie  | Jyske Bank Boxen, Herning Affluence : 4 571 Arbitrage : Lah, Sok |
| 15 janvier 2019 16h15 | Al-Abdulali 5   | (8 - 12) | Sanai 7  | Jyske Bank Boxen, Herning Affluence : 4 571 Arbitrage : Lah, Sok |
| 15 janvier 2019 16h15 | ×1 ×4           | Rapport  | ×1 ×3 ×1 | Jyske Bank Boxen, Herning Affluence : 4 571 Arbitrage : Lah, Sok |

| 15 janvier 2019 18h30 | Norvège | 41 - 20   | Chili     | Jyske Bank Boxen, Herning Affluence : 11 247 Arbitrage : Gasmi, Gasmi |
| 15 janvier 2019 18h30 | Blonz 8 | (21 - 12) | Salinas 9 | Jyske Bank Boxen, Herning Affluence : 11 247 Arbitrage : Gasmi, Gasmi |
| 15 janvier 2019 18h30 | ×2 ×1   | Rapport   | ×1 ×2     | Jyske Bank Boxen, Herning Affluence : 11 247 Arbitrage : Gasmi, Gasmi |

| 15 janvier 2019 20h45 | Autriche        | 17 - 28  | Danemark          | Jyske Bank Boxen, Herning Affluence : 14 607 Arbitrage : Schulze, Tönnies |
| 15 janvier 2019 20h45 | Trois joueurs 3 | (8 - 11) | Jacobsen, Lauge 6 | Jyske Bank Boxen, Herning Affluence : 14 607 Arbitrage : Schulze, Tönnies |
| 15 janvier 2019 20h45 | ×1 ×2           | Rapport  | ×2                | Jyske Bank Boxen, Herning Affluence : 14 607 Arbitrage : Schulze, Tönnies |

| 17 janvier 2019 15h00 | Chili             | 32 - 27   | Arabie saoudite | Jyske Bank Boxen, Herning Affluence : 3 526 Arbitrage : Gubica, Milošević |
| 17 janvier 2019 15h00 | Er. Feuchtmann 11 | (21 - 13) | Moj. al-Salem 8 | Jyske Bank Boxen, Herning Affluence : 3 526 Arbitrage : Gubica, Milošević |
| 17 janvier 2019 15h00 | ×1 ×5             | Rapport   | ×1 ×9 ×2        | Jyske Bank Boxen, Herning Affluence : 3 526 Arbitrage : Gubica, Milošević |

| 17 janvier 2019 17h30 | Autriche | 27 - 32   | Tunisie     | Jyske Bank Boxen, Herning Affluence : 11 834 Arbitrage : Fonseca, Santos |
| 17 janvier 2019 17h30 | Weber 9  | (14 - 18) | Boughanmi 9 | Jyske Bank Boxen, Herning Affluence : 11 834 Arbitrage : Fonseca, Santos |
| 17 janvier 2019 17h30 | ×2 ×6    | Rapport   | ×2 ×5       | Jyske Bank Boxen, Herning Affluence : 11 834 Arbitrage : Fonseca, Santos |

| 17 janvier 2019 20h15 | Danemark  | 30 - 26   | Norvège       | Jyske Bank Boxen, Herning Affluence : 15 001 Arbitrage : Nachevski, Nikolov |
| 17 janvier 2019 20h15 | Hansen 14 | (17 - 14) | Johannessen 5 | Jyske Bank Boxen, Herning Affluence : 15 001 Arbitrage : Nachevski, Nikolov |
| 17 janvier 2019 20h15 | ×2 ×4     | Rapport   | ×3 ×4         | Jyske Bank Boxen, Herning Affluence : 15 001 Arbitrage : Nachevski, Nikolov |

### Groupe D
Les matchs du groupe D se jouent dans la Royal Arena (en) à Copenhague.
|   | Équipe    | Pts | J | G | N | P | Bp  | Bc  | Diff |
| - | --------- | --- | - | - | - | - | --- | --- | ---- |
| 1 | Suède     | 10  | 5 | 5 | 0 | 0 | 151 | 111 | 40   |
| 2 | Hongrie   | 6   | 5 | 2 | 2 | 1 | 151 | 138 | 13   |
| 3 | Égypte    | 5   | 5 | 2 | 1 | 2 | 132 | 133 | -1   |
| 4 | Qatar     | 4   | 5 | 2 | 0 | 3 | 125 | 127 | -2   |
| 5 | Argentine | 3   | 5 | 1 | 1 | 3 | 119 | 130 | -11  |
| 6 | Angola    | 2   | 5 | 1 | 0 | 4 | 121 | 160 | -39  |

| 11 janvier 2019 15h30 | Angola | 24 - 23  | Qatar       | Royal Arena, Copenhague Affluence : 1 870 Arbitrage : Fonseca, Santos |
| 11 janvier 2019 15h30 | Hebo 7 | (12 - 8) | Berrached 6 | Royal Arena, Copenhague Affluence : 1 870 Arbitrage : Fonseca, Santos |
| 11 janvier 2019 15h30 | ×2 ×6  | Rapport  | ×2 ×4       | Royal Arena, Copenhague Affluence : 1 870 Arbitrage : Fonseca, Santos |

| 11 janvier 2019 18h00 | Argentine    | 25 - 25   | Hongrie   | Royal Arena, Copenhague Affluence : 4 272 Arbitrage : López, Ramírez |
| 11 janvier 2019 18h00 | P. Simonet 6 | (10 - 13) | Balogh 11 | Royal Arena, Copenhague Affluence : 4 272 Arbitrage : López, Ramírez |
| 11 janvier 2019 18h00 | ×3 ×4        | Rapport   | ×2 ×3     | Royal Arena, Copenhague Affluence : 4 272 Arbitrage : López, Ramírez |

| 11 janvier 2019 20h30 | Égypte              | 24 - 27   | Suède                      | Royal Arena, Copenhague Affluence : 6 448 Arbitrage : Nachevski, Nikolov |
| 11 janvier 2019 20h30 | El-Ahmar, Mamdouh 5 | (11 - 13) | Gottfridsson, L. Nilsson 5 | Royal Arena, Copenhague Affluence : 6 448 Arbitrage : Nachevski, Nikolov |
| 11 janvier 2019 20h30 | ×3 ×1               | Rapport   | ×2 ×4                      | Royal Arena, Copenhague Affluence : 6 448 Arbitrage : Nachevski, Nikolov |

| 13 janvier 2019 15h30 | Qatar    | 28 - 23   | Égypte     | Royal Arena, Copenhague Affluence : 3 077 Arbitrage : López, Ramírez |
| 13 janvier 2019 15h30 | Benali 9 | (15 - 12) | El-Ahmar 6 | Royal Arena, Copenhague Affluence : 3 077 Arbitrage : López, Ramírez |
| 13 janvier 2019 15h30 | ×3 ×6    | Rapport   | ×2 ×3      | Royal Arena, Copenhague Affluence : 3 077 Arbitrage : López, Ramírez |

| 13 janvier 2019 18h00 | Hongrie  | 34 - 24  | Angola     | Royal Arena, Copenhague Affluence : 4 891 Arbitrage : Kolahdouzan, Mousaviannazhad |
| 13 janvier 2019 18h00 | Bóka 5   | (18 - 8) | Ferreira 5 | Royal Arena, Copenhague Affluence : 4 891 Arbitrage : Kolahdouzan, Mousaviannazhad |
| 13 janvier 2019 18h00 | ×2 ×3 ×1 | Rapport  | ×3         | Royal Arena, Copenhague Affluence : 4 891 Arbitrage : Kolahdouzan, Mousaviannazhad |

| 13 janvier 2019 20h30 | Suède        | 31 - 16   | Argentine   | Royal Arena, Copenhague Affluence : 6 492 Arbitrage : Santos, Fonseca |
| 13 janvier 2019 20h30 | Zachrisson 6 | (15 - 10) | Fernández 6 | Royal Arena, Copenhague Affluence : 6 492 Arbitrage : Santos, Fonseca |
| 13 janvier 2019 20h30 | ×1 ×8        | Rapport   | ×2 ×6       | Royal Arena, Copenhague Affluence : 6 492 Arbitrage : Santos, Fonseca |

| 14 janvier 2019 15h30 | Hongrie | 32 - 26   | Qatar          | Royal Arena, Copenhague Affluence : 1 694 Arbitrage : Nachevski, Nikolov |
| 14 janvier 2019 15h30 | Lékai 5 | (16 - 11) | Marzo, Sinen 5 | Royal Arena, Copenhague Affluence : 1 694 Arbitrage : Nachevski, Nikolov |
| 14 janvier 2019 15h30 | ×2 ×8   | Rapport   | ×1 ×5 ×1       | Royal Arena, Copenhague Affluence : 1 694 Arbitrage : Nachevski, Nikolov |

| 14 janvier 2019 18h00 | Argentine   | 20 - 22 | Égypte   | Royal Arena, Copenhague Affluence : 2 607 Arbitrage : Kolahdouzan, Mousaviannazhad |
| 14 janvier 2019 18h00 | Fernández 5 | (9 - 8) | Sanad 7  | Royal Arena, Copenhague Affluence : 2 607 Arbitrage : Kolahdouzan, Mousaviannazhad |
| 14 janvier 2019 18h00 | ×4 ×7       | Rapport | ×2 ×5 ×1 | Royal Arena, Copenhague Affluence : 2 607 Arbitrage : Kolahdouzan, Mousaviannazhad |

| 14 janvier 2019 20h30 | Suède                | 37 - 19   | Angola   | Royal Arena, Copenhague Affluence : 3 731 Arbitrage : López, Ramírez |
| 14 janvier 2019 20h30 | Ekberg, Zachrisson 5 | (19 - 14) | Hebo 5   | Royal Arena, Copenhague Affluence : 3 731 Arbitrage : López, Ramírez |
| 14 janvier 2019 20h30 | ×1 ×2                | Rapport   | ×2 ×4 ×1 | Royal Arena, Copenhague Affluence : 3 731 Arbitrage : López, Ramírez |

| 16 janvier 2019 15h30 | Angola     | 26 - 33   | Argentine    | Royal Arena, Copenhague Affluence : 1 709 Arbitrage : Nachevski, Nikolov |
| 16 janvier 2019 15h30 | Ferreira 7 | (12 - 17) | P. Simonet 7 | Royal Arena, Copenhague Affluence : 1 709 Arbitrage : Nachevski, Nikolov |
| 16 janvier 2019 15h30 | ×3 ×5      | Rapport   | ×2 ×1        | Royal Arena, Copenhague Affluence : 1 709 Arbitrage : Nachevski, Nikolov |

| 16 janvier 2019 18h00 | Hongrie | 30 - 30   | Égypte | Royal Arena, Copenhague Affluence : 3 929 Arbitrage : Fonseca, Santos |
| 16 janvier 2019 18h00 | Lékai 6 | (14 - 14) | Zein 7 | Royal Arena, Copenhague Affluence : 3 929 Arbitrage : Fonseca, Santos |
| 16 janvier 2019 18h00 | ×4      | Rapport   | ×5     | Royal Arena, Copenhague Affluence : 3 929 Arbitrage : Fonseca, Santos |

| 16 janvier 2019 20h30 | Qatar    | 22 - 23   | Suède                    | Royal Arena, Copenhague Affluence : 6 079 Arbitrage : Schulze, Tönnies |
| 16 janvier 2019 20h30 | Benali 8 | (11 - 10) | L. Nilsson, Zachrisson 7 | Royal Arena, Copenhague Affluence : 6 079 Arbitrage : Schulze, Tönnies |
| 16 janvier 2019 20h30 | ×3 ×4    | Rapport   | ×2 ×3 ×1                 | Royal Arena, Copenhague Affluence : 6 079 Arbitrage : Schulze, Tönnies |

| 17 janvier 2019 15h30 | Égypte     | 33 - 28   | Angola   | Royal Arena, Copenhague Affluence : 2 247 Arbitrage : Kolahdouzan, Mousaviannazhad |
| 17 janvier 2019 15h30 | El-Deraa 8 | (19 - 12) | Sibo 7   | Royal Arena, Copenhague Affluence : 2 247 Arbitrage : Kolahdouzan, Mousaviannazhad |
| 17 janvier 2019 15h30 | ×2 ×3      | Rapport   | ×1 ×4 ×1 | Royal Arena, Copenhague Affluence : 2 247 Arbitrage : Kolahdouzan, Mousaviannazhad |

| 17 janvier 2019 18h00 | Qatar   | 26 - 25   | Argentine               | Royal Arena, Copenhague Affluence : 4 448 Arbitrage : Lah, Sok |
| 17 janvier 2019 18h00 | Marzo 8 | (16 - 13) | Baronetto, P. Simonet 4 | Royal Arena, Copenhague Affluence : 4 448 Arbitrage : Lah, Sok |
| 17 janvier 2019 18h00 | ×1 ×3   | Rapport   | ×1 ×4                   | Royal Arena, Copenhague Affluence : 4 448 Arbitrage : Lah, Sok |

| 17 janvier 2019 20h30 | Suède        | 33 - 30   | Hongrie | Royal Arena, Copenhague Affluence : 7 803 Arbitrage : López, Ramírez |
| 17 janvier 2019 20h30 | L. Nilsson 7 | (16 - 15) | Lékai 8 | Royal Arena, Copenhague Affluence : 7 803 Arbitrage : López, Ramírez |
| 17 janvier 2019 20h30 | ×3 ×2        | Rapport   | ×2 ×5   | Royal Arena, Copenhague Affluence : 7 803 Arbitrage : López, Ramírez |

## Tour principal
Légende
- (H) : Équipe évoluant à domicile
- (T) : Tenant du titre
- Équipe qualifiée pour les demi-finales
- Équipe qualifiée pour le match pour la 5e place (3e de groupe) et pour la 7e place (4e)
- Équipe éliminée

### Groupe I
Les matchs du groupe I se jouent dans la Lanxess Arena à Cologne.
|   | Équipe        | Pts | J | G | N | P | Bp  | Bc  | Diff | Dép  |
| - | ------------- | --- | - | - | - | - | --- | --- | ---- | ---- |
| 1 | Allemagne (H) | 9   | 5 | 4 | 1 | 0 | 136 | 116 | 20   | /    |
| 2 | France (T)    | 7   | 5 | 3 | 1 | 1 | 133 | 122 | 11   | /    |
| 3 | Croatie       | 6   | 5 | 3 | 0 | 2 | 124 | 117 | 7    | /    |
| 4 | Espagne       | 4   | 5 | 2 | 0 | 3 | 147 | 136 | 11   | 2 p. |
| 5 | Brésil        | 4   | 5 | 2 | 0 | 3 | 128 | 149 | -21  | 0 p. |
| 6 | Islande       | 0   | 5 | 0 | 0 | 5 | 122 | 150 | -28  | /    |

| 19 janvier 2019 18h00 | France          | 33 - 30   | Espagne | Lanxess Arena, Cologne Affluence : 18 121 Arbitrage : Jørum, Kleven |
| 19 janvier 2019 18h00 | Fabregas, Mem 6 | (17 - 15) | Solé 11 | Lanxess Arena, Cologne Affluence : 18 121 Arbitrage : Jørum, Kleven |
| 19 janvier 2019 18h00 | ×1 ×4           | Rapport   | ×3 ×4   | Lanxess Arena, Cologne Affluence : 18 121 Arbitrage : Jørum, Kleven |

| 19 janvier 2019 20h30 | Allemagne | 24 - 19   | Islande      | Lanxess Arena, Cologne Affluence : 19 250 Arbitrage : Horáček, Novotný |
| 19 janvier 2019 20h30 | Fäth 6    | (14 - 10) | Gunnarsson 6 | Lanxess Arena, Cologne Affluence : 19 250 Arbitrage : Horáček, Novotný |
| 19 janvier 2019 20h30 | ×1 ×3     | Rapport   | ×1 ×6        | Lanxess Arena, Cologne Affluence : 19 250 Arbitrage : Horáček, Novotný |

| 20 janvier 2019 18h00 | Brésil    | 29 - 26   | Croatie   | Lanxess Arena, Cologne Affluence : 15 227 Arbitrage : Jørum, Kleven |
| 20 janvier 2019 18h00 | Langaro 9 | (17 - 13) | Duvnjak 6 | Lanxess Arena, Cologne Affluence : 15 227 Arbitrage : Jørum, Kleven |
| 20 janvier 2019 18h00 | ×2        | Rapport   | ×1 ×2     | Lanxess Arena, Cologne Affluence : 15 227 Arbitrage : Jørum, Kleven |

| 20 janvier 2019 20h30 | Islande   | 22 - 31   | France              | Lanxess Arena, Cologne Affluence : 18 587 Arbitrage : Kurtagic, Wetterwik |
| 20 janvier 2019 20h30 | Jónsson 5 | (11 - 15) | Porte, Richardson 5 | Lanxess Arena, Cologne Affluence : 18 587 Arbitrage : Kurtagic, Wetterwik |
| 20 janvier 2019 20h30 | ×1 ×2     | Rapport   | ×1 ×5               | Lanxess Arena, Cologne Affluence : 18 587 Arbitrage : Kurtagic, Wetterwik |

| 21 janvier 2019 18h00 | Espagne       | 36 - 24   | Brésil            | Lanxess Arena, Cologne Affluence : 17 209 Arbitrage : Pavićević, Ražnatović |
| 21 janvier 2019 18h00 | Ariño, Solé 6 | (19 - 13) | Langaro, Nantes 4 | Lanxess Arena, Cologne Affluence : 17 209 Arbitrage : Pavićević, Ražnatović |
| 21 janvier 2019 18h00 | ×1 ×3         | Rapport   | ×1 ×2             | Lanxess Arena, Cologne Affluence : 17 209 Arbitrage : Pavićević, Ražnatović |

| 21 janvier 2019 20h30 | Croatie           | 21 - 22   | Allemagne | Lanxess Arena, Cologne Affluence : 19 250 Arbitrage : Gjeding, Hansen |
| 21 janvier 2019 20h30 | Karačić, Štrlek 4 | (11 - 11) | Wiede 6   | Lanxess Arena, Cologne Affluence : 19 250 Arbitrage : Gjeding, Hansen |
| 21 janvier 2019 20h30 | ×1 ×4             | Rapport   | ×1 ×5     | Lanxess Arena, Cologne Affluence : 19 250 Arbitrage : Gjeding, Hansen |

| 23 janvier 2019 15h30 | Brésil    | 32 - 29   | Islande   | Lanxess Arena, Cologne Affluence : 11 027 Arbitrage : Jørum, Kleven |
| 23 janvier 2019 15h30 | Langaro 9 | (15 - 15) | Jónsson 7 | Lanxess Arena, Cologne Affluence : 11 027 Arbitrage : Jørum, Kleven |
| 23 janvier 2019 15h30 | ×1 ×3     | Rapport   | ×1 ×2     | Lanxess Arena, Cologne Affluence : 11 027 Arbitrage : Jørum, Kleven |

| 23 janvier 2019 18h00 | France       | 20 - 23   | Croatie  | Lanxess Arena, Cologne Affluence : 17 191 Arbitrage : Horáček, Novotný |
| 23 janvier 2019 18h00 | Richardson 5 | (11 - 11) | Horvat 7 | Lanxess Arena, Cologne Affluence : 17 191 Arbitrage : Horáček, Novotný |
| 23 janvier 2019 18h00 | ×1           | Rapport   | ×1 ×2    | Lanxess Arena, Cologne Affluence : 17 191 Arbitrage : Horáček, Novotný |

| 23 janvier 2019 20h30 | Allemagne | 31 - 30   | Espagne | Lanxess Arena, Cologne Affluence : 19 250 Arbitrage : Kurtagic, Wetterwik |
| 23 janvier 2019 20h30 | Böhm      | (17 - 16) | Solé    | Lanxess Arena, Cologne Affluence : 19 250 Arbitrage : Kurtagic, Wetterwik |
| 23 janvier 2019 20h30 | ×2 ×3     | Rapport   | ×1 ×3   | Lanxess Arena, Cologne Affluence : 19 250 Arbitrage : Kurtagic, Wetterwik |

### Groupe II
Les matchs du groupe II se jouent dans la Jyske Bank Boxen à Herning.
|   | Équipe       | Pts | J | G | N | P | Bp  | Bc  | Diff | Dép    |
| - | ------------ | --- | - | - | - | - | --- | --- | ---- | ------ |
| 1 | Danemark (H) | 10  | 5 | 5 | 0 | 0 | 147 | 116 | 31   | /      |
| 2 | Norvège      | 8   | 5 | 4 | 0 | 1 | 157 | 135 | 22   | /      |
| 3 | Suède        | 6   | 5 | 3 | 0 | 2 | 148 | 137 | 11   | /      |
| 4 | Égypte       | 3   | 5 | 1 | 1 | 3 | 132 | 138 | -6   | GA -6  |
| 5 | Hongrie      | 3   | 5 | 1 | 1 | 3 | 134 | 144 | -10  | GA -10 |
| 6 | Tunisie      | 0   | 5 | 0 | 0 | 5 | 113 | 161 | -48  | /      |

| 19 janvier 2019 18h00 | Tunisie | 23 - 35   | Suède                | Jyske Bank Boxen, Herning Affluence : 14 153 Arbitrage : Nachevski, Nikolov |
| 19 janvier 2019 18h00 | Sanai 6 | (14 - 19) | Ekberg, A. Nilsson 7 | Jyske Bank Boxen, Herning Affluence : 14 153 Arbitrage : Nachevski, Nikolov |
| 19 janvier 2019 18h00 | ×2      | Rapport   | ×1 ×3                | Jyske Bank Boxen, Herning Affluence : 14 153 Arbitrage : Nachevski, Nikolov |

| 19 janvier 2019 20h30 | Danemark | 25 - 22   | Hongrie | Jyske Bank Boxen, Herning Affluence : 15 001 Arbitrage : Schulze, Tönnies |
| 19 janvier 2019 20h30 | Hansen 7 | (15 - 10) | Szita 5 | Jyske Bank Boxen, Herning Affluence : 15 001 Arbitrage : Schulze, Tönnies |
| 19 janvier 2019 20h30 | ×1 ×6    | Rapport   | ×1 ×4   | Jyske Bank Boxen, Herning Affluence : 15 001 Arbitrage : Schulze, Tönnies |

| 20 janvier 2019 18h00 | Hongrie  | 26 - 21   | Tunisie            | Jyske Bank Boxen, Herning Affluence : 2 605 Arbitrage : Santos, Fonseca |
| 20 janvier 2019 18h00 | Balogh 9 | (16 - 14) | Boughanmi, Sanai 5 | Jyske Bank Boxen, Herning Affluence : 2 605 Arbitrage : Santos, Fonseca |
| 20 janvier 2019 18h00 | ×1 ×6    | Rapport   | ×3 ×6              | Jyske Bank Boxen, Herning Affluence : 2 605 Arbitrage : Santos, Fonseca |

| 20 janvier 2019 20h30 | Norvège         | 32 - 28   | Égypte            | Jyske Bank Boxen, Herning Affluence : 3 643 Arbitrage : López, Ramírez |
| 20 janvier 2019 20h30 | Sagosen, Rød 10 | (16 - 14) | El-Ahmar, Sanad 4 | Jyske Bank Boxen, Herning Affluence : 3 643 Arbitrage : López, Ramírez |
| 20 janvier 2019 20h30 | ×1 ×4           | Rapport   | ×1 ×5 ×1          | Jyske Bank Boxen, Herning Affluence : 3 643 Arbitrage : López, Ramírez |

| 21 janvier 2019 18h00 | Suède               | 27 - 30   | Norvège   | Jyske Bank Boxen, Herning Affluence : 11 600 Arbitrage : Santos, Fonseca |
| 21 janvier 2019 18h00 | A. Nilsson, Wanne 5 | (14 - 17) | Jøndal 11 | Jyske Bank Boxen, Herning Affluence : 11 600 Arbitrage : Santos, Fonseca |
| 21 janvier 2019 18h00 | ×2 ×5               | Rapport   | ×2 ×6 ×1  | Jyske Bank Boxen, Herning Affluence : 11 600 Arbitrage : Santos, Fonseca |

| 21 janvier 2019 20h30 | Égypte | 20 - 26 | Danemark               | Jyske Bank Boxen, Herning Affluence : 13 237 Arbitrage : Gubica, Milošević |
| 21 janvier 2019 20h30 | Zein 6 | (7 - 9) | Zachariassen, Hansen 5 | Jyske Bank Boxen, Herning Affluence : 13 237 Arbitrage : Gubica, Milošević |
| 21 janvier 2019 20h30 | ×2 ×4  | Rapport | ×2 ×5                  | Jyske Bank Boxen, Herning Affluence : 13 237 Arbitrage : Gubica, Milošević |

| 23 janvier 2019 15h30 | Tunisie     | 23 - 30   | Égypte | Jyske Bank Boxen, Herning Affluence : 4 924 Arbitrage : Načevski, Nikolov |
| 23 janvier 2019 15h30 | Boughanmi 6 | (10 - 15) | Omar 7 | Jyske Bank Boxen, Herning Affluence : 4 924 Arbitrage : Načevski, Nikolov |
| 23 janvier 2019 15h30 | ×3          | Rapport   | ×1 ×3  | Jyske Bank Boxen, Herning Affluence : 4 924 Arbitrage : Načevski, Nikolov |

| 23 janvier 2019 18h00 | Norvège       | 35 - 26   | Hongrie   | Jyske Bank Boxen, Herning Affluence : 13 815 Arbitrage : Schulze, Tönnies |
| 23 janvier 2019 18h00 | Jøndal, Rød 7 | (16 - 13) | Balogh 11 | Jyske Bank Boxen, Herning Affluence : 13 815 Arbitrage : Schulze, Tönnies |
| 23 janvier 2019 18h00 | ×1 ×4         | Rapport   | ×1 ×4     | Jyske Bank Boxen, Herning Affluence : 13 815 Arbitrage : Schulze, Tönnies |

| 23 janvier 2019 20h30 | Danemark | 30 - 26   | Suède       | Jyske Bank Boxen, Herning Affluence : 15 002 Arbitrage : Raluy, Sabroso |
| 23 janvier 2019 20h30 | Hansen 6 | (13 - 13) | Tollbring 8 | Jyske Bank Boxen, Herning Affluence : 15 002 Arbitrage : Raluy, Sabroso |
| 23 janvier 2019 20h30 | ×2 ×4    | Rapport   | ×1 ×4       | Jyske Bank Boxen, Herning Affluence : 15 002 Arbitrage : Raluy, Sabroso |

## Phase finale
Les demi-finales se jouent dans la Barclaycard Arena à Hambourg et les finales dans la Jyske Bank Boxen à Herning.
|  | Demi-finales                       | Demi-finales                       |                        |    | Finale                           | Finale                           |
|  | Demi-finales                       | Demi-finales                       |                        |    | Finale                           | Finale                           |
|  |                                    |                                    |                        |    |                                  |                                  |
|  | Hambourg, Allemagne, 25 janv. 2019 | Hambourg, Allemagne, 25 janv. 2019 |                        |    | Herning, Danemark, 27 janv. 2019 | Herning, Danemark, 27 janv. 2019 |
|  | Hambourg, Allemagne, 25 janv. 2019 | Hambourg, Allemagne, 25 janv. 2019 |                        |    | Herning, Danemark, 27 janv. 2019 | Herning, Danemark, 27 janv. 2019 |
|  | Danemark                           | 38                                 |                        |    | Herning, Danemark, 27 janv. 2019 | Herning, Danemark, 27 janv. 2019 |
|  | Danemark                           | 38                                 |                        |    | Herning, Danemark, 27 janv. 2019 | Herning, Danemark, 27 janv. 2019 |
|  | France                             | 30                                 |                        |    | Herning, Danemark, 27 janv. 2019 | Herning, Danemark, 27 janv. 2019 |
|  | France                             | 30                                 | Danemark               | 31 |                                  |                                  |
|  | Hambourg, Allemagne, 25 janv. 2019 |                                    | Danemark               | 31 |                                  |                                  |
|  |                                    | Norvège                            | 22                     |    |                                  |                                  |
|  | Allemagne                          | Norvège                            | 22                     | 25 |                                  |                                  |
|  | Allemagne                          |                                    |                        | 25 |                                  |                                  |
|  | Norvège                            | 31                                 |                        |    |                                  |                                  |
|  | Norvège                            | 31                                 | Match pour la 3e place |    |                                  |                                  |
|  |                                    |                                    |                        |    |                                  |                                  |
|  | Herning, Danemark, 27 janv. 2019   |                                    |                        |    |                                  |                                  |
|  |                                    |                                    |                        |    |                                  |                                  |
|  | France                             | 26                                 |                        |    |                                  |                                  |
|  | France                             | 26                                 |                        |    |                                  |                                  |
|  | Allemagne                          | 25                                 |                        |    |                                  |                                  |
|  | Allemagne                          | 25                                 |                        |    |                                  |                                  |

### Demi-finales
| 25 janvier 2019 17h30 | Danemark         | 38 - 30   | France        | Barclaycard Arena, Hambourg Affluence : 12 500 Arbitrage : Gubica, Milošević |
| 25 janvier 2019 17h30 | Mikkel Hansen 12 | (21 - 15) | Kentin Mahé 8 | Barclaycard Arena, Hambourg Affluence : 12 500 Arbitrage : Gubica, Milošević |
| 25 janvier 2019 17h30 | ×3               | Rapport   | ×2 ×4         | Barclaycard Arena, Hambourg Affluence : 12 500 Arbitrage : Gubica, Milošević |

| 25 janvier 2019 20h30 | Allemagne        | 25 - 31   | Norvège              | Barclaycard Arena, Hambourg Affluence : 12 500 Arbitrage : Horáček, Novotný |
| 25 janvier 2019 20h30 | Uwe Gensheimer 7 | (12 - 14) | Magnus Abelvik Rød 7 | Barclaycard Arena, Hambourg Affluence : 12 500 Arbitrage : Horáček, Novotný |
| 25 janvier 2019 20h30 | ×2 ×7 ×1         | Rapport   | ×2 ×3                | Barclaycard Arena, Hambourg Affluence : 12 500 Arbitrage : Horáček, Novotný |

### Match pour la7eplace
| 26 janvier 2019 17h30 | Espagne         | 36 - 31   | Égypte           | Jyske Bank Boxen, Herning Affluence : 5 318 Arbitrage : Gjeding, Hansen |
| 26 janvier 2019 17h30 | Joan Cañellas 9 | (17 - 18) | Ahmed El-Ahmar 7 | Jyske Bank Boxen, Herning Affluence : 5 318 Arbitrage : Gjeding, Hansen |
| 26 janvier 2019 17h30 | ×1 ×3           | Rapport   | ×1 ×3 ×1         | Jyske Bank Boxen, Herning Affluence : 5 318 Arbitrage : Gjeding, Hansen |

### Match pour la5eplace
| 26 janvier 2019 20h30 | Croatie          | 28 - 34   | Suède           | Jyske Bank Boxen, Herning Affluence : 6 075 Arbitrage : Schulze, Tönnies |
| 26 janvier 2019 20h30 | Luka Stepančić 5 | (13 - 16) | Niclas Ekberg 6 | Jyske Bank Boxen, Herning Affluence : 6 075 Arbitrage : Schulze, Tönnies |
| 26 janvier 2019 20h30 | ×2 ×3            | Rapport   | ×2              | Jyske Bank Boxen, Herning Affluence : 6 075 Arbitrage : Schulze, Tönnies |

### Match pour la3eplace
| 27 janvier 2019 14h30 | Allemagne        | 25 - 26  | France        | Jyske Bank Boxen, Herning Affluence : 14 121 Arbitrage : Santos, Fonseca |
| 27 janvier 2019 14h30 | Uwe Gensheimer 7 | (13 - 9) | Kentin Mahé 7 | Jyske Bank Boxen, Herning Affluence : 14 121 Arbitrage : Santos, Fonseca |
| 27 janvier 2019 14h30 | ×2 ×6 ×1         | Rapport  | ×3 ×4         | Jyske Bank Boxen, Herning Affluence : 14 121 Arbitrage : Santos, Fonseca |

### Finale
| 27 janvier 2019 17h30 | Norvège         | 22 - 31   | Danemark        | Jyske Bank Boxen, Herning Affluence : 15 003 Arbitrage : Gubica, Milošević |
| 27 janvier 2019 17h30 | Magnus Jøndal 9 | (11 - 18) | Mikkel Hansen 7 | Jyske Bank Boxen, Herning Affluence : 15 003 Arbitrage : Gubica, Milošević |
| 27 janvier 2019 17h30 | ×1 ×3           | Rapport   | ×1 ×3           | Jyske Bank Boxen, Herning Affluence : 15 003 Arbitrage : Gubica, Milošević |

| Norvège | Danemark |

| Composition:    |     |    |                      |      |            |
|                 | GB  | 16 | Espen Christensen    | 4/16 |            |
|                 | GB  | 30 | Torbjørn Bergerud    | 4/22 |            |
|                 | ARG | 5  | Sander Sagosen       | 3/9  |            |
|                 | P   | 8  | Bjarte Myrhol        | 1/2  |            |
|                 | P   | 9  | Henrik Jakobsen      | 0/2  |            |
|                 | P   | 11 | Petter Øverby        | 1/1  |            |
|                 | ALG | 17 | Magnus Jøndal        | 9/11 |            |
|                 | ALD | 19 | Kristian Bjørnsen    | 2/4  | Suspension |
|                 | P   | 21 | Magnus Gullerud      | 0/0  |            |
|                 | ARG | 23 | Gøran Johannessen    | 3/5  | Suspension |
|                 | DC  | 24 | Christian O'Sullivan | 0/1  |            |
|                 | ARD | 25 | Eivind Tangen        | 0/1  | Suspension |
|                 | ARD | 27 | Harald Reinkind      | 1/4  |            |
|                 | ALG | 71 | Alexander Blonz      | X    |            |
|                 | ARD | 77 | Magnus Abelvik Rød   | 2/4  | Averti     |
|                 | ARG | 89 | Espen Lie Hansen     | X    |            |
| Sélectionneur : |     |    |                      |      |            |
| Christian Berge |     |    |                      |      |            |

| Graphique montrant l'évolution globale du score |                |       |
| 22/44                                           | Buts marqués   | 31/46 |
| 50 %                                            | % réussite     | 67 %  |
| 2/4                                             | Jets de 7 m    | 2/3   |
| 6 min                                           | Suspensions    | 6 min |
| 1                                               | Cartons jaunes | 1     |
| 0                                               | Cartons rouges | 0     |
| 8/39                                            | Arrêts         | 13/35 |
| 21 %                                            | % d'arrêts     | 37 %  |

| Composition:             |     |    |                           |       |                     |
|                          | GB  | 1  | Niklas Landin Jacobsen    | 12/31 |                     |
|                          | GB  | 16 | Jannick Green             | 1/4   |                     |
|                          | ALG | 4  | Magnus Landin Jacobsen    | 3/4   | Suspension          |
|                          | ALG | 6  | Casper Ulrich Mortensen   | 0/0   |                     |
|                          | ARG | 10 | Nikolaj Markussen         | 0/2   |                     |
|                          | DC  | 11 | Rasmus Lauge              | 4/5   |                     |
|                          | P   | 14 | Anders Zachariassen       | 3/3   | Averti · Suspension |
|                          | ALD | 17 | Lasse Svan Hansen         | 4/5   |                     |
|                          | ALD | 18 | Hans Lindberg             | 0/0   |                     |
|                          | DEF | 21 | Henrik Møllgaard          | 0/0   | Suspension          |
|                          | ARG | 22 | Mads Mensah Larsen        | 4/6   |                     |
|                          | P   | 23 | Henrik Toft Hansen        | 0/0   |                     |
|                          | ARG | 24 | Mikkel Hansen             | 7/12  |                     |
|                          | DC  | 25 | Morten Olsen              | 5/7   |                     |
|                          | ARD | 31 | Nikolaj Øris Nielsen (en) | 1/2   |                     |
|                          | P   | 34 | Simon Hald                | 0/0   |                     |
| Sélectionneur :          |     |    |                           |       |                     |
| Nikolaj Bredahl Jacobsen |     |    |                           |       |                     |

| → Légende: ALD: Ailier droite, ALG: Ailier gauche, ARD: Arrière droit, ARG: Arrière gauche, DC: Demi-centre, DF: Défenseur, GB: Gardien de but, P: Pivot, X: N'a pas joué |

## Coupe du Président

### Places de13eà16e
|  | Matchs pour les places 13 à 16    | Matchs pour les places 13 à 16    |                         |    | Match pour la 13e place           | Match pour la 13e place           |
|  | Matchs pour les places 13 à 16    | Matchs pour les places 13 à 16    |                         |    | Match pour la 13e place           | Match pour la 13e place           |
|  |                                   |                                   |                         |    |                                   |                                   |
|  | Cologne, Allemagne, 19 janv. 2019 | Cologne, Allemagne, 19 janv. 2019 |                         |    | Cologne, Allemagne, 20 janv. 2019 | Cologne, Allemagne, 20 janv. 2019 |
|  | Cologne, Allemagne, 19 janv. 2019 | Cologne, Allemagne, 19 janv. 2019 |                         |    | Cologne, Allemagne, 20 janv. 2019 | Cologne, Allemagne, 20 janv. 2019 |
|  | Russie                            | 30                                |                         |    | Cologne, Allemagne, 20 janv. 2019 | Cologne, Allemagne, 20 janv. 2019 |
|  | Russie                            | 30                                |                         |    | Cologne, Allemagne, 20 janv. 2019 | Cologne, Allemagne, 20 janv. 2019 |
|  | Macédoine                         | 28                                |                         |    | Cologne, Allemagne, 20 janv. 2019 | Cologne, Allemagne, 20 janv. 2019 |
|  | Macédoine                         | 28                                | Russie                  | 28 |                                   |                                   |
|  | Cologne, Allemagne, 19 janv. 2019 |                                   | Russie                  | 28 |                                   |                                   |
|  |                                   | Qatar                             | 34                      |    |                                   |                                   |
|  | Chili                             | Qatar                             | 34                      | 27 |                                   |                                   |
|  | Chili                             |                                   |                         | 27 |                                   |                                   |
|  | Qatar                             | 37                                |                         |    |                                   |                                   |
|  | Qatar                             | 37                                | Match pour la 15e place |    |                                   |                                   |
|  |                                   |                                   |                         |    |                                   |                                   |
|  | Cologne, Allemagne, 20 janv. 2019 |                                   |                         |    |                                   |                                   |
|  |                                   |                                   |                         |    |                                   |                                   |
|  | Macédoine                         | 32                                |                         |    |                                   |                                   |
|  | Macédoine                         | 32                                |                         |    |                                   |                                   |
|  | Chili                             | 30                                |                         |    |                                   |                                   |
|  | Chili                             | 30                                |                         |    |                                   |                                   |

#### Demi-finales de classement
| 19 janvier 2019 13h00 | Russie      | 30 - 28 | Macédoine | Lanxess Arena, Cologne Affluence : 10 949 Arbitrage : Gjeding, Hansen |
| 19 janvier 2019 13h00 | Zhitnikov 8 | (17-14) | Lazarov 9 | Lanxess Arena, Cologne Affluence : 10 949 Arbitrage : Gjeding, Hansen |
| 19 janvier 2019 13h00 | ×2          | Rapport |           | Lanxess Arena, Cologne Affluence : 10 949 Arbitrage : Gjeding, Hansen |

| 19 janvier 2019 15h30 | Chili      | 27 - 37 | Qatar | Lanxess Arena, Cologne Affluence : 13 267 Arbitrage : Pavićević, Ražnatović |
| 19 janvier 2019 15h30 | Ceballos 7 | (11-21) | Ali 8 | Lanxess Arena, Cologne Affluence : 13 267 Arbitrage : Pavićević, Ražnatović |
| 19 janvier 2019 15h30 | ×3 ×1      | Rapport | ×1 ×3 | Lanxess Arena, Cologne Affluence : 13 267 Arbitrage : Pavićević, Ražnatović |

#### Match pour la15eplace
| 20 janvier 2019 13h00 | Macédoine | 32 - 30 | Chili        | Lanxess Arena, Cologne Affluence : 9 473 Arbitrage : Brunner, Salah |
| 20 janvier 2019 13h00 | Lazarov 9 | (16-16) | Feuchtmann 9 | Lanxess Arena, Cologne Affluence : 9 473 Arbitrage : Brunner, Salah |
| 20 janvier 2019 13h00 | ×1 ×4     | Rapport | ×3 ×5        | Lanxess Arena, Cologne Affluence : 9 473 Arbitrage : Brunner, Salah |

#### Match pour la13eplace
| 20 janvier 2019 15h30 | Russie      | 28 - 34 | Qatar                | Lanxess Arena, Cologne Affluence : 12 781 Arbitrage : Salah, Ražnatović |
| 20 janvier 2019 15h30 | Zhitnikov 9 | (14-17) | Ali, Frankis Marzo 8 | Lanxess Arena, Cologne Affluence : 12 781 Arbitrage : Salah, Ražnatović |
| 20 janvier 2019 15h30 | ×2 ×7 ×1    | Rapport | ×1 ×6 ×1             | Lanxess Arena, Cologne Affluence : 12 781 Arbitrage : Salah, Ražnatović |

### Places de17eà20e
|  | Matchs pour les places 17 à 20      | Matchs pour les places 17 à 20      |                         |    | Match pour la 17e place             | Match pour la 17e place             |
|  | Matchs pour les places 17 à 20      | Matchs pour les places 17 à 20      |                         |    | Match pour la 17e place             | Match pour la 17e place             |
|  |                                     |                                     |                         |    |                                     |                                     |
|  | Copenhague, Danemark, 19 janv. 2019 | Copenhague, Danemark, 19 janv. 2019 |                         |    | Copenhague, Danemark, 20 janv. 2019 | Copenhague, Danemark, 20 janv. 2019 |
|  | Copenhague, Danemark, 19 janv. 2019 | Copenhague, Danemark, 19 janv. 2019 |                         |    | Copenhague, Danemark, 20 janv. 2019 | Copenhague, Danemark, 20 janv. 2019 |
|  | Serbie                              | 32                                  |                         |    | Copenhague, Danemark, 20 janv. 2019 | Copenhague, Danemark, 20 janv. 2019 |
|  | Serbie                              | 32                                  |                         |    | Copenhague, Danemark, 20 janv. 2019 | Copenhague, Danemark, 20 janv. 2019 |
|  | Bahreïn                             | 27                                  |                         |    | Copenhague, Danemark, 20 janv. 2019 | Copenhague, Danemark, 20 janv. 2019 |
|  | Bahreïn                             | 27                                  | Serbie                  | 28 |                                     |                                     |
|  | Copenhague, Danemark, 19 janv. 2019 |                                     | Serbie                  | 28 |                                     |                                     |
|  |                                     | Argentine                           | 30                      |    |                                     |                                     |
|  | Autriche                            | Argentine                           | 30                      | 22 |                                     |                                     |
|  | Autriche                            |                                     |                         | 22 |                                     |                                     |
|  | Argentine                           | 24                                  |                         |    |                                     |                                     |
|  | Argentine                           | 24                                  | Match pour la 19e place |    |                                     |                                     |
|  |                                     |                                     |                         |    |                                     |                                     |
|  | Copenhague, Danemark, 20 janv. 2019 |                                     |                         |    |                                     |                                     |
|  |                                     |                                     |                         |    |                                     |                                     |
|  | Bahreïn                             | 27                                  |                         |    |                                     |                                     |
|  | Bahreïn                             | 27                                  |                         |    |                                     |                                     |
|  | Autriche                            | 29                                  |                         |    |                                     |                                     |
|  | Autriche                            | 29                                  |                         |    |                                     |                                     |

#### Demi-finales de classement
| 19 janvier 2019 18h00 | Serbie | 32 - 27 | Bahreïn     | Royal Arena, Copenhague Affluence : 7 225 Arbitrage : Gasmi, Gasmi |
| 19 janvier 2019 18h00 | Ilic 9 | (15-17) | Al-Sayyad 9 | Royal Arena, Copenhague Affluence : 7 225 Arbitrage : Gasmi, Gasmi |
| 19 janvier 2019 18h00 | ×1 ×6  | Rapport | ×2 ×7 ×2    | Royal Arena, Copenhague Affluence : 7 225 Arbitrage : Gasmi, Gasmi |

| 19 janvier 2019 20h30 | Autriche  | 22 - 24 | Argentine   | Royal Arena, Copenhague Affluence : 1 013 Arbitrage : Boualloucha, Khenissi |
| 19 janvier 2019 20h30 | Frimmel 8 | (12-12) | Fernández 6 | Royal Arena, Copenhague Affluence : 1 013 Arbitrage : Boualloucha, Khenissi |
| 19 janvier 2019 20h30 | ×2 ×5     | Rapport | ×2          | Royal Arena, Copenhague Affluence : 1 013 Arbitrage : Boualloucha, Khenissi |

#### Match pour la17eplace
| 20 janvier 2019 20h30 | Serbie  | 28 - 30 | Argentine    | Royal Arena, Copenhague Affluence : 1 421 Arbitrage : Gubica, Milošević |
| 20 janvier 2019 20h30 | Kukic 9 | (15-13) | Fernández 10 | Royal Arena, Copenhague Affluence : 1 421 Arbitrage : Gubica, Milošević |
| 20 janvier 2019 20h30 | ×2 ×7   | Rapport | ×2 ×6        | Royal Arena, Copenhague Affluence : 1 421 Arbitrage : Gubica, Milošević |

#### Match pour la19eplace
| 20 janvier 2019 18h00 | Bahreïn     | 27 - 29 | Autriche | Royal Arena, Copenhague Affluence : 3 624 Arbitrage : Lah, Sok |
| 20 janvier 2019 18h00 | Alsalatna 6 | (17-17) | Weber 9  | Royal Arena, Copenhague Affluence : 3 624 Arbitrage : Lah, Sok |
| 20 janvier 2019 18h00 | ×5          | Rapport | ×1 ×6    | Royal Arena, Copenhague Affluence : 3 624 Arbitrage : Lah, Sok |

### Places de21eà24e
|  | Matchs pour les places 21 à 24      | Matchs pour les places 21 à 24      |                         |    | Match pour la 21e place             | Match pour la 21e place             |
|  | Matchs pour les places 21 à 24      | Matchs pour les places 21 à 24      |                         |    | Match pour la 21e place             | Match pour la 21e place             |
|  |                                     |                                     |                         |    |                                     |                                     |
|  | Copenhague, Danemark, 19 janv. 2019 | Copenhague, Danemark, 19 janv. 2019 |                         |    | Copenhague, Danemark, 20 janv. 2019 | Copenhague, Danemark, 20 janv. 2019 |
|  | Copenhague, Danemark, 19 janv. 2019 | Copenhague, Danemark, 19 janv. 2019 |                         |    | Copenhague, Danemark, 20 janv. 2019 | Copenhague, Danemark, 20 janv. 2019 |
|  | Corée unifiée                       | 27                                  |                         |    | Copenhague, Danemark, 20 janv. 2019 | Copenhague, Danemark, 20 janv. 2019 |
|  | Corée unifiée                       | 27                                  |                         |    | Copenhague, Danemark, 20 janv. 2019 | Copenhague, Danemark, 20 janv. 2019 |
|  | Japon                               | 25                                  |                         |    | Copenhague, Danemark, 20 janv. 2019 | Copenhague, Danemark, 20 janv. 2019 |
|  | Japon                               | 25                                  | Corée unifiée           | 26 |                                     |                                     |
|  | Copenhague, Danemark, 19 janv. 2019 |                                     | Corée unifiée           | 26 |                                     |                                     |
|  |                                     | Arabie saoudite                     | 27                      |    |                                     |                                     |
|  | Arabie saoudite                     | Arabie saoudite                     | 27                      | 34 |                                     |                                     |
|  | Arabie saoudite                     |                                     |                         | 34 |                                     |                                     |
|  | Angola                              | 29                                  |                         |    |                                     |                                     |
|  | Angola                              | 29                                  | Match pour la 23e place |    |                                     |                                     |
|  |                                     |                                     |                         |    |                                     |                                     |
|  | Copenhague, Danemark, 20 janv. 2019 |                                     |                         |    |                                     |                                     |
|  |                                     |                                     |                         |    |                                     |                                     |
|  | Japon                               | 29                                  |                         |    |                                     |                                     |
|  | Japon                               | 29                                  |                         |    |                                     |                                     |
|  | Angola                              | 32                                  |                         |    |                                     |                                     |
|  | Angola                              | 32                                  |                         |    |                                     |                                     |

## Classement final
| Rang                      | Équipe          | J  | G  | N | P | Bp  | Bc  | Diff |
| ------------------------- | --------------- | -- | -- | - | - | --- | --- | ---- |
| Médaille d'or, monde      | Danemark        | 10 | 10 | 0 | 0 | 317 | 223 | +94  |
| Médaille d'argent, monde  | Norvège         | 10 | 8  | 0 | 2 | 325 | 256 | +69  |
| Médaille de bronze, monde | France          | 10 | 7  | 1 | 2 | 278 | 251 | +27  |
| 4e                        | Allemagne       | 10 | 6  | 2 | 2 | 269 | 237 | +32  |
|                           |                 |    |    |   |   |     |     |      |
| 5e                        | Suède           | 9  | 7  | 0 | 2 | 273 | 222 | +51  |
| 6e                        | Croatie         | 9  | 6  | 0 | 3 | 250 | 220 | +30  |
| 7e                        | Espagne         | 9  | 6  | 0 | 3 | 274 | 233 | +41  |
| 8e                        | Égypte          | 9  | 3  | 1 | 5 | 241 | 250 | -9   |
|                           |                 |    |    |   |   |     |     |      |
| 9e                        | Brésil          | 8  | 5  | 0 | 3 | 212 | 220 | -8   |
| 10e                       | Hongrie         | 8  | 3  | 2 | 3 | 225 | 219 | +6   |
| 11e                       | Islande         | 8  | 3  | 0 | 5 | 207 | 211 | -4   |
| 12e                       | Tunisie         | 8  | 3  | 0 | 5 | 205 | 238 | -33  |
|                           |                 |    |    |   |   |     |     |      |
| 13e                       | Qatar           | 7  | 4  | 0 | 3 | 196 | 182 | 14   |
| 14e                       | Russie          | 7  | 2  | 2 | 3 | 189 | 189 | 0    |
| 15e                       | Macédoine       | 7  | 3  | 0 | 4 | 191 | 199 | -8   |
| 16e                       | Chili           | 7  | 2  | 0 | 5 | 187 | 236 | -49  |
| 17e                       | Argentine       | 7  | 3  | 1 | 3 | 173 | 180 | -7   |
| 18e                       | Serbie          | 7  | 2  | 1 | 4 | 187 | 203 | -16  |
| 19e                       | Autriche        | 7  | 2  | 0 | 5 | 172 | 199 | -27  |
| 20e                       | Bahreïn         | 7  | 1  | 0 | 6 | 161 | 212 | -51  |
| 21e                       | Arabie saoudite | 7  | 2  | 0 | 5 | 173 | 214 | -41  |
| 22e                       | Corée unifiée   | 7  | 1  | 0 | 6 | 177 | 216 | -39  |
| 23e                       | Angola          | 7  | 2  | 0 | 5 | 182 | 223 | -41  |
| 24e                       | Japon           | 7  | 0  | 0 | 7 | 175 | 206 | -31  |

Le vainqueur est directement qualifié pour les Jeux olympiques de 2020.
Les équipes classées de la 2e à la 7e place obtiennent le droit de participer à des tournois de qualifications olympiques (TQO). Si une ou plusieurs équipes sont déjà qualifiées pour les JO via une autre compétition figure parmi les 7 premiers, la ou les place(s) sont redistribuées au 8e, etc.

## Statistiques et récompenses

### Équipe-type
| Landin Jøndal Myrhol Solé Sagosen Lauge Wiede Meilleur joueur : Mikkel Hansen Meilleur buteur : Mikkel Hansen , 72 buts              |
| Équipe-type du championnat du monde 2019                                                                                             |
| · Landin · Jøndal · Myrhol · Solé · Sagosen · Lauge · Wiede Meilleur joueur : Mikkel Hansen Meilleur buteur : Mikkel Hansen, 72 buts |

L'équipe type du tournoi est composée des joueurs suivants :
- Meilleur joueur : Mikkel Hansen,  Danemark
- Meilleur gardien de but : Niklas Landin Jacobsen,  Danemark
- Meilleur ailier gauche : Magnus Jøndal,  Norvège
- Meilleur arrière gauche : Sander Sagosen,  Norvège
- Meilleur demi-centre : Rasmus Lauge,  Danemark
- Meilleur pivot : Bjarte Myrhol,  Norvège
- Meilleur arrière droit : Fabian Wiede,  Allemagne
- Meilleur ailier droit : Ferrán Solé,  Espagne

### Statistiques collectives
- Meilleure attaque :  Norvège (32,5 buts par match)
- Moins bonne attaque :  Bahreïn (23 buts par match)
- Meilleure défense :  Danemark (22,3 buts par match)
- Moins bonne défense :  Chili (33,7 buts par match)
- Plus grand nombre de buts inscrits sur un match :  Norvège (41 buts)

### Statistiques individuelles
| Rang | Joueur           | Équipe    | Buts | Tirs | %      | 7m    | MJ | Moy. |
| ---- | ---------------- | --------- | ---- | ---- | ------ | ----- | -- | ---- |
| 1    | Mikkel Hansen    | Danemark  | 72   | 108  | 66,7 % | 24/30 | 10 | 7,2  |
| 2    | Magnus Jøndal    | Norvège   | 59   | 68   | 86,8 % | 18/20 | 10 | 5,9  |
| 3    | Ferrán Solé      | Espagne   | 58   | 68   | 85,3 % | 21/23 | 9  | 6,4  |
| 4    | Uwe Gensheimer   | Allemagne | 56   | 75   | 74,7 % | 23/29 | 10 | 5,6  |
| 5    | Sander Sagosen   | Norvège   | 51   | 87   | 58,6 % | 8/13  | 10 | 5,1  |
| 6    | Kiril Lazarov    | Macédoine | 48   | 74   | 64,9 % | 14/18 | 7  | 6,9  |
| 7    | Youssef Benali   | Qatar     | 46   | 61   | 75,4 % | 8/11  | 7  | 6,6  |
| 7    | Erwin Feuchtmann | Chili     | 46   | 69   | 66,7 % | 12/15 | 7  | 6,6  |
| 9    | Rasmus Lauge     | Danemark  | 44   | 63   | 69,8 % | -     | 10 | 4,4  |
| 9    | Kentin Mahé      | France    | 44   | 64   | 68,8 % | 11/12 | 10 | 4,4  |

| Rang | Joueur                 | Équipe    | %      | Arrêts | Tirs | MJ | Moy. | Buts |
| ---- | ---------------------- | --------- | ------ | ------ | ---- | -- | ---- | ---- |
| 1    | Ivan Stevanović        | Croatie   | 37,8 % | 34     | 90   | 9  | 3,8  | 1/1  |
| 2    | Niklas Landin Jacobsen | Danemark  | 37,7 % | 84     | 223  | 10 | 8,4  | 3/4  |
| 3    | Espen Christensen      | Norvège   | 37,5 % | 51     | 136  | 10 | 5,1  | -    |
| 4    | Borko Ristovski        | Macédoine | 37,3 % | 47     | 126  | 6  | 7,8  | -    |
| 5    | Mikael Appelgren       | Suède     | 36,8 % | 64     | 174  | 9  | 7,1  | -    |
| 6    | Andreas Palicka        | Suède     | 35,9 % | 61     | 170  | 9  | 6,8  | 2/4  |
| 7    | Andreas Wolff          | Allemagne | 35,4 % | 79     | 223  | 10 | 7,9  | 0/1  |
| 8    | Jannick Green          | Danemark  | 35,2 % | 43     | 122  | 10 | 4,3  | -    |
| 9    | Vincent Gérard         | France    | 34,1 % | 86     | 252  | 10 | 8,6  | 2/3  |
| 10   | Victor Kireev (en)     | Russie    | 33,5 % | 57     | 170  | 7  | 8,1  | -    |

## Effectifs des équipes sur le podium

### Champion du monde:Danemark
L'effectif de l'équipe du Danemark, championne du monde, est, :
- Niklas Landin Jacobsen
- Magnus Landin Jacobsen
- Casper Ulrich Mortensen
- Nikolaj Markussen
- Rasmus Lauge
- Anders Zachariassen
- Jannick Green
- Lasse Svan Hansen
- Hans Lindberg
- René Toft Hansen
- Henrik Møllgaard
- Mads Mensah Larsen
- Henrik Toft Hansen
- Mikkel Hansen
- Morten Olsen
- Jóhan Hansen
- Nikolaj Øris Nielsen
- Simon Hald Jensen

Entraîneur :  Nikolaj Bredahl Jacobsen

### Vice-champion du monde:Norvège
L'effectif de l'équipe de Norvège, vice-championne du monde, est, :
- Sander Sagosen
- Bjarte Myrhol
- Henrik Jakobsen
- Petter Øverby
- Espen Christensen
- Magnus Jøndal
- Kristian Bjørnsen
- Magnus Gullerud
- Gøran Johannessen
- Christian O'Sullivan
- Eivind Tangen
- Harald Reinkind
- Torbjørn Bergerud
- Alexander Blonz
- Magnus Rød
- Espen Lie Hansen
- Kevin Gulliksen

Entraîneur :  Christian Berge

### Troisième:France
L'effectif de l'équipe de France, médaille de bronze, est, :
- Cyril Dumoulin
- Nedim Remili
- Romain Lagarde
- Melvyn Richardson
- Dika Mem
- Vincent Gérard
- Nikola Karabatic
- Kentin Mahé
- Mathieu Grébille
- Timothey N'Guessan
- Luc Abalo
- Michaël Guigou
- Luka Karabatic
- Ludovic Fabregas
- Adrien Dipanda
- Valentin Porte
- Cédric Sorhaindo
- Nicolas Claire

Entraîneur :  Didier Dinart